# Bibliothèques de Rennes

Logo de la Bibliothèque de Rennes Métropole

Les bibliothèques de Rennes sont un équipement territorial composé de onze bibliothèques de quartier, gérées par la ville de Rennes et de la Bibliothèque de Rennes métropole, installée au sein  des Champs libres. Il existe également d'autres bibliothèques administrées par divers équipements de la ville.

## Histoire
Au XVIIIe siècle, la ville de Rennes ne possède pas beaucoup d'équipements culturels : ni théâtre, ni vie musicale et artistique particulière. Cependant, l'accès aux livres est relativement facile grâce à la présence de l'université et de plusieurs bibliothèques particulières, des sociétés de pensée et de bibliothèques ouvertes au public, notamment celles des ensembles conventuels des Carmes (7 000 volumes), des Bénédictins (2 000 volumes), des Jacobins (3 000 volumes) et des Capucins (7 000 volumes). Elles accueillent surtout les élites intellectuelles de la ville.

### Création de la bibliothèque
La première bibliothèque, intitulé bibliothèque des avocats, est créée par arrêt du Parlement le 21 mai 1733 et située au Parlement de Bretagne à cette même date. Elle avait pour but d'aider les avocats dans l'exercice de leur fonction au vu du prix élevé des livres. À l'origine, elle était réservée aux avocats qui payaient lors de leur prestation de serment un droit d'entrée de dix livres, afin de constituer les fonds. En effet, d'après le règlement approuvé le 14 août 1733, les livres ne devaient jamais sortir de la bibliothèque, la bibliothèque était réservé aux avocats et elle était ouverte que trois jours (mardi, jeudi, samedi). Par la suite, elle devient progressivement publique, en ouvrant d'abord ses portes à ses donateurs et leurs proches, puis aux non-avocats avec la permission du chef de l'ordre. Enfin, en 1787, le règlement prévoit l'ouverture au public trois après-midi par semaine, mais n'autorise pas le prêt.

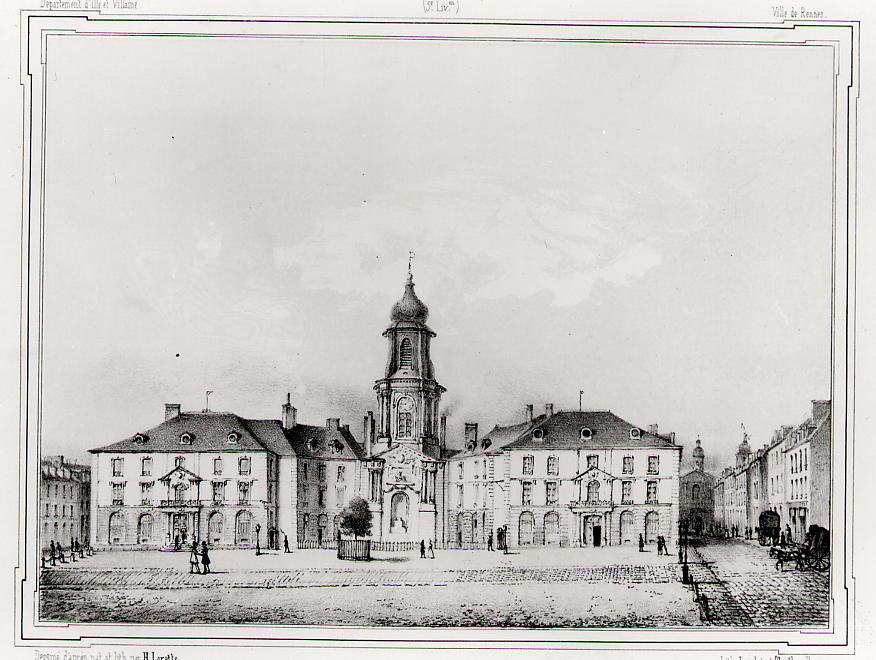
Le présidial, la bibliothèque se trouvait dans l'aile nord (à droite).

D'abord installée dans l'appartement de l'avocat Joseph Arot, elle déménage en 1759 au présidial, dans l'aile nord de l'Hôtel-de-ville de Rennes. À la suite de la loi du 8 Pluviôse an II (27 janvier 1794), qui impose la présence d'une bibliothèque dans chaque district et la conservation des livres, la bibliothèque est saisie en 1794 mais reste dans son local. Les confiscations révolutionnaires de différentes bibliothèques de Rennes sont transformées en quarante-cinq dépôts provisoires puis en dépôt littéraire en 1793. Ces confiscations sont déplacées dans la chapelle du couvent de la Visitation avant d'être transférées dans le couvent des Carmélites durant la même année : l'église du couvent de la Visitation, transformée en hôpital pour les soldats blessés, devenait un lieu de destruction pour les livres.  L'administration du district de Rennes nomme deux anciens dominicains du couvent de Bonne-Nouvelle, les pères Maiguy et Lesage, aux postes de commissaires bibliographes en 1794. Sur la demande des deux commissaires bibliographes, ces confiscations sont déplacées à l'évêché, faute de place dans le local des Carmélites, puis  à l'abbaye Saint-Melaine, à l'école centrale avant de trouver un emplacement définitif dans l'hôtel de ville. Les différentes collections confisquées à la suite de la Révolution y sont regroupées. Les dépôts littéraires fusionnent avec la bibliothèque des avocats, restée à l'hôtel de ville, afin de former la bibliothèque publique de Rennes.
L'arrêté préfectoral de 1803 confiant la conservation des collections à la ville de Rennes marque la naissance de la bibliothèque municipale. Pour financer les travaux, une vente est organisée, et 4 000 ouvrages sont cédés pour des prix modiques à des acheteurs particuliers ou des libraires.
De 1810 à 1840, les différents bibliothécaires, Mainguy, son assistant puis remplaçant Mathurin-Félix Bodin, Félix Vatar, de Kerdanet, Dominique Maillet, s'attellent à ranger et recenser l'ensemble des ouvrages. Maillet publie en 1837 une Description, notices et extraits des manuscrits de la Bibliothèque publique de Rennes.

### Installation avec la bibliothèque universitaire

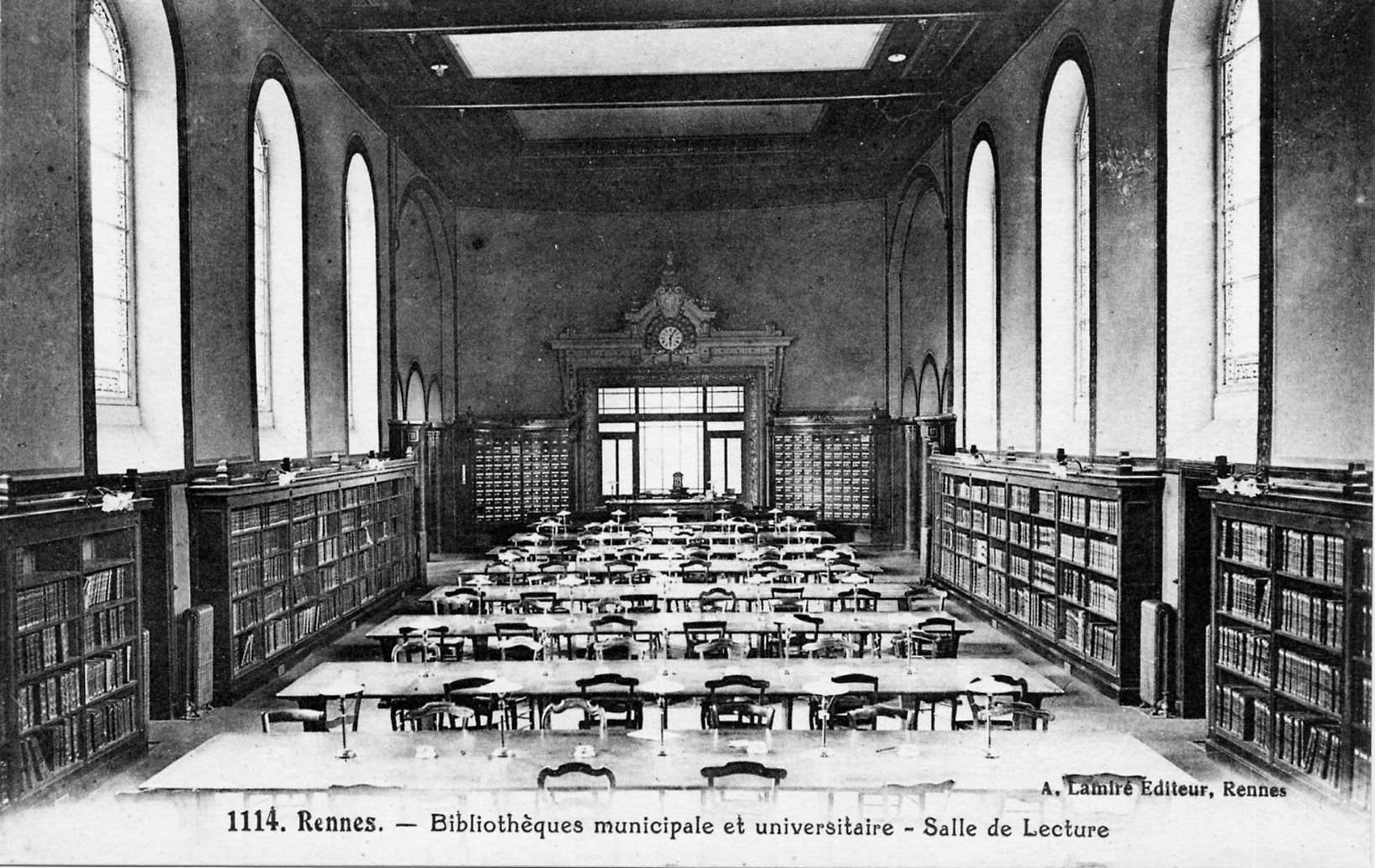
Vue intérieure de la salle de lecture des bibliothèques municipale et universitaire, place Hoche.

En raison d'un rythme d'acquisition soutenu au cours du XIXe siècle, la bibliothèque municipale doit faire face à un manque de place dans les locaux du présidial. C'est pour cette raison qu'elle s'installe en 1910 avec la bibliothèque universitaire (créée en 1879), qui précède à la bibliothèque académique fondée en 1855, dans le bâtiment de la place Hoche. Les deux bibliothèques se partagent la salle de lecture mais gardent leurs propres magasins.
La bibliothèque municipale et la bibliothèque universitaire sont dirigées par le même conservateur jusqu'en 1960. C'est à cette date que la bibliothèque municipale déménage rue de La Borderie.

### La Borderie et le début des bibliothèques de quartier
De 1960 à 2005, la bibliothèque municipale se situe dans un bâtiment construit dans ce but par Félix Brunau et Henry Couasnon rue de La Borderie, derrière la place Hoche. Elle prolonge la bibliothèque universitaire. D'une surface au sol de 912 m2, elle comprend deux étages et un sous-sol, ainsi qu'un blog magasin de cinq étages et un sous-sol. En 1960, elle contient 250 000 documents.
Afin d'augmenter l'impact de la bibliothèque sur le territoire rennais, la municipalité expérimente en 1955 une première annexe de la bibliothèque. Installée boulevard Magenta et disposant d'un fonds de 25 000 ouvrages, elle attire quelque 5 000 abonnés avant d'être déplacée dans le quartier Champs-Manceaux en novembre 1967. Cependant, cet emplacement ne rencontre qu'un faible succès et la bibliothèque est déplacée de nouveau en 1980 quelques mètres plus loin, rue des frères Moine, dans l'immeuble Arc-En-Ciel.
La seconde annexe nait dans le quartier de Villejean, alors en pleine expansion. Ce dépôt de la bibliothèque était alors installé dans les locaux du centre social et géré par des bénévoles. En 1970, un bâtiment consacré à la bibliothèque est construit rue du Nivernais, et déplacée en 1972 dans la mairie de quartier de Villejean.
Durant les trente années suivantes, une dizaine de nouvelles annexes seront créées. (voir la section #Les bibliothèques de quartier).
En 1964, la bibliothèque de Rennes s'équipe également d'un bibliobus. Ce service est assuré par une caravane tractée par une voiture et se déplace dans les quartiers. Il s'arrête durant trois heures tous les quinze jours dans un quartier et attire en moyenne une centaine de lecteurs. En 1969, le véhicule est remplacé par un châssis-cabine et augmente son trajet de quatre arrêts supplémentaires.
En 1974, face au succès du bibliobus, la ville de Rennes met en place un second véhicule. Ces deux services prendront fin respectivement en 1986 et [Quand ?].

### Déménagement
En 2005, la bibliothèque centrale quitte la rue de La Borderie, pour intégrer le nouvel équipement culturel rennais, « Les Champs libres », avec une vocation scientifique. La bibliothèque centrale, dont la construction et la gestion ont été transférées à la communauté d'agglomération en 2002, a dû organiser ses collections et ses services dans le bâtiment conçu par Christian de Portzamparc et abritant également le musée de Bretagne et l'Espace des sciences. Elle devient ainsi la dernière des douze bibliothèques municipales à vocation régionale (BMVR) à ouvrir ses portes. À l'ouverture, elle était la seule des grandes bibliothèques françaises à être équipée dans tout l'établissement d'un système de prêt et de retours par radio-identification (RFID).

### Activités et fréquentation
En 1989, la bibliothèque centrale, les dix bibliothèques de quartier et le bibliobus, ont effectué 856 017 prêts de livres ou documents audiovisuels, non comprises les 115 509 communications sans emprunt. Le réseau a acquis cette année environ 24 000 ouvrages et près de 3 000 documents audiovisuels. 51 expositions ont été mises en place, ainsi que diverses manifestations : conférences, rencontres, organisation d'un séminaire international. Un guide de catalogage des ouvrages en langue bretonne est publié.
En 1990, la ville édite une plaquette intitulée Lire à Rennes et donnant toutes les informations pratiques sur les abonnements, coûts des emprunts et localisation des bibliothèques à Rennes et dans les communes du district. L'abonnement est de 10 francs pour les moins de 18 ans et de 55 francs pour les adultes : les livres sont prêtés gratuitement, mais l'abonné doit débourser quelques francs pour les cassettes, disques ou logiciels, tous empruntables uniquement dans quelques sites (les logiciels uniquement à Colombia, Espace des sciences et techniques) ; par exemple 6 francs pour un disque et en se rendant à la bibliothèque Triangle.
En 1993, les bibliothèques de quartier sont au nombre de douze : avec les trois dernières, cette année, elles sont maintenant toutes informatisées (La Borderie, Les Champs Manceaux et Carrefour 18). Le bibliobus fonctionne toujours. Le nombre d'abonnés est 32 326, contre 23 037 en 1989. L'année voit 996 350 prêts et 57 295 communications sur place. La bibliothèque participe comme partenaire à des groupes de travail, ainsi qu'aux grandes actions nationales en faveur de la lecture. Elle crée l'exposition Le Livre au XVIIe siècle et édite deux catalogues : Impressions révolutionnaires, 1788-1789 et Tout lu tout cru, sélection de livres pour enfant. Elle participe au projet du « Nouvel Équipement Culturel » qui s'appellera en fait « Les Champs Libres ».
En 2000, la ville présente son budget aux administrés au moyen d'une plaquette intitulée Le budget 2000 au quotidien. Il y est dit « La bibliothèque et les 14 bibliothèques de quartier assurent 1 269 000 prêts/an à 35 700 abonnés. Coût total pour la ville : 26,6 MF, soit 705 F par abonnement, alors qu'un abonnement familial est facturé 120 F à l'usager pour l'année et que la gratuité est totale pour les moins de 18 ans ».

### Caractéristiques technologiques
La Bibliothèque de Rennes Métropole ainsi que les bibliothèques de quartier ont adopté un plan global pour l'informatisation des services. L'ensemble de ces bibliothèques se retrouvent dans un catalogue collectif commun.
Dès 1984, la Ville de Rennes a choisi de mettre en place la radiofréquence pour la protection antivol des collections libre accès. Afin d'améliorer la fluidité dans les circulations et l'autonomie du public, le choix de la radio-identification (RFID) a été approuvé en 2000. Une puce est placée sur chaque document et envoie des informations aux automates pour faire le prêt-retour tout en activant ou en désactivant l'antivol et pour mettre à jour le catalogue du point de vue de la disponibilité. 

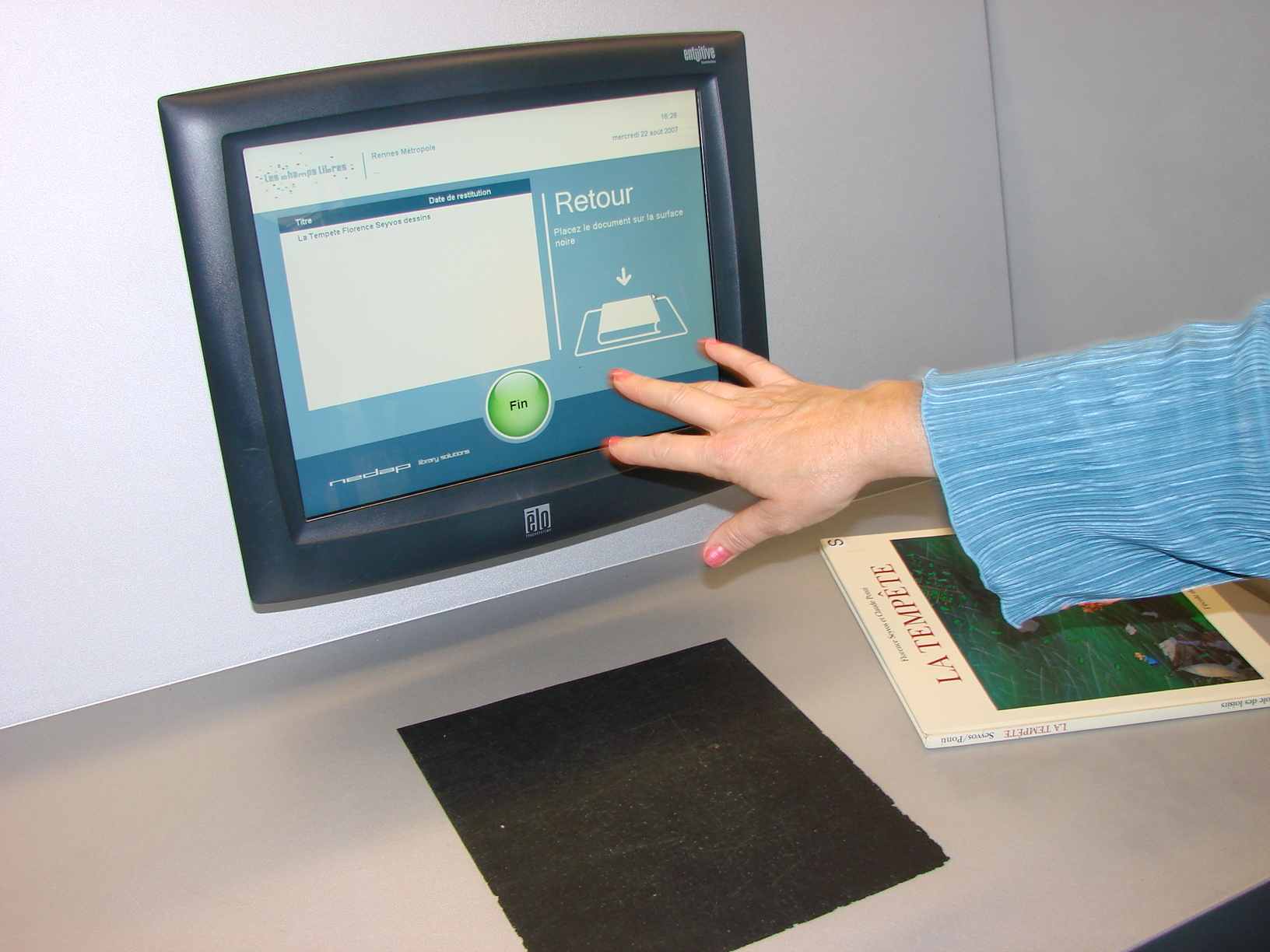
La RFID, platine de lecture
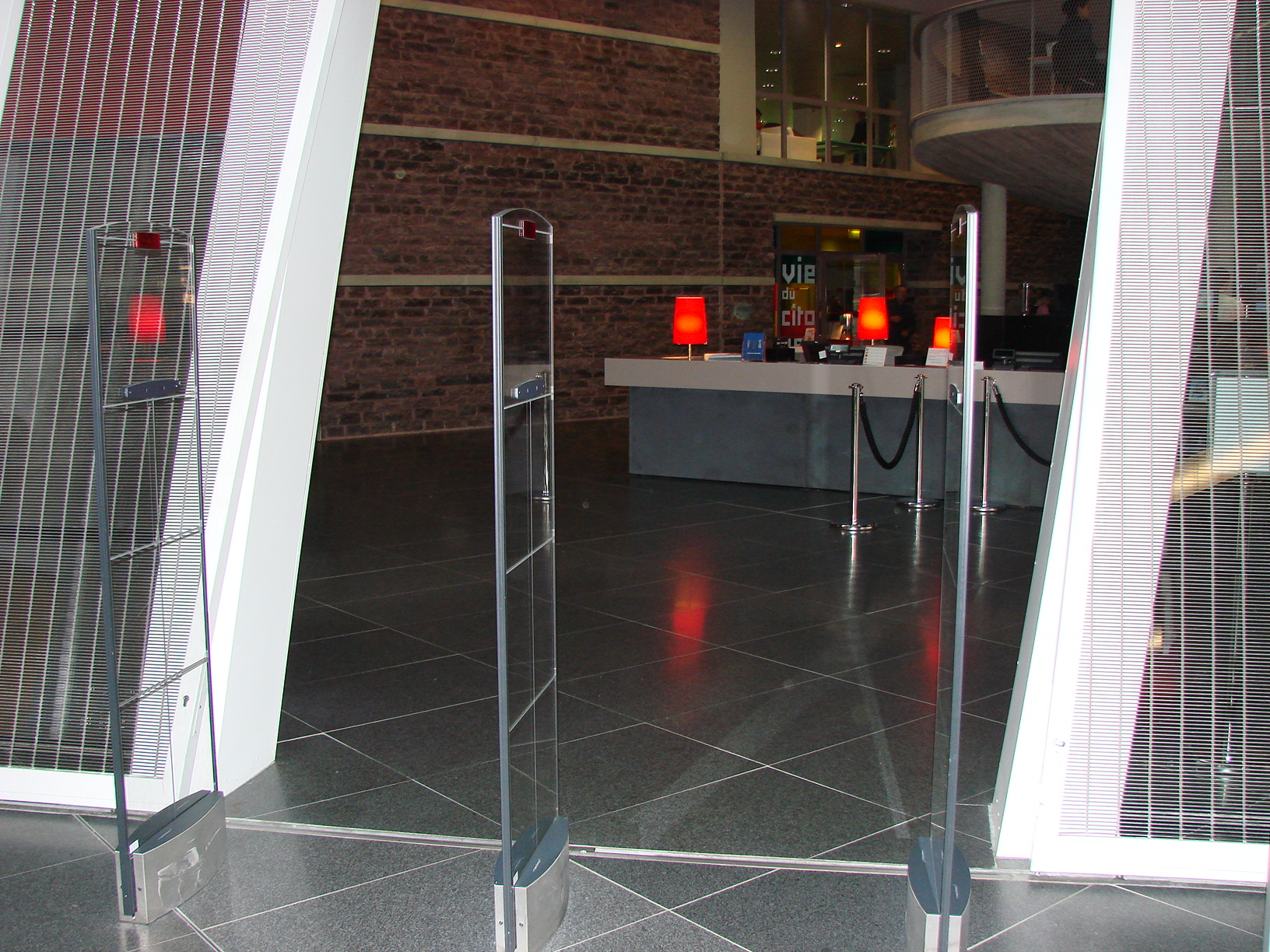
La RFID, portique
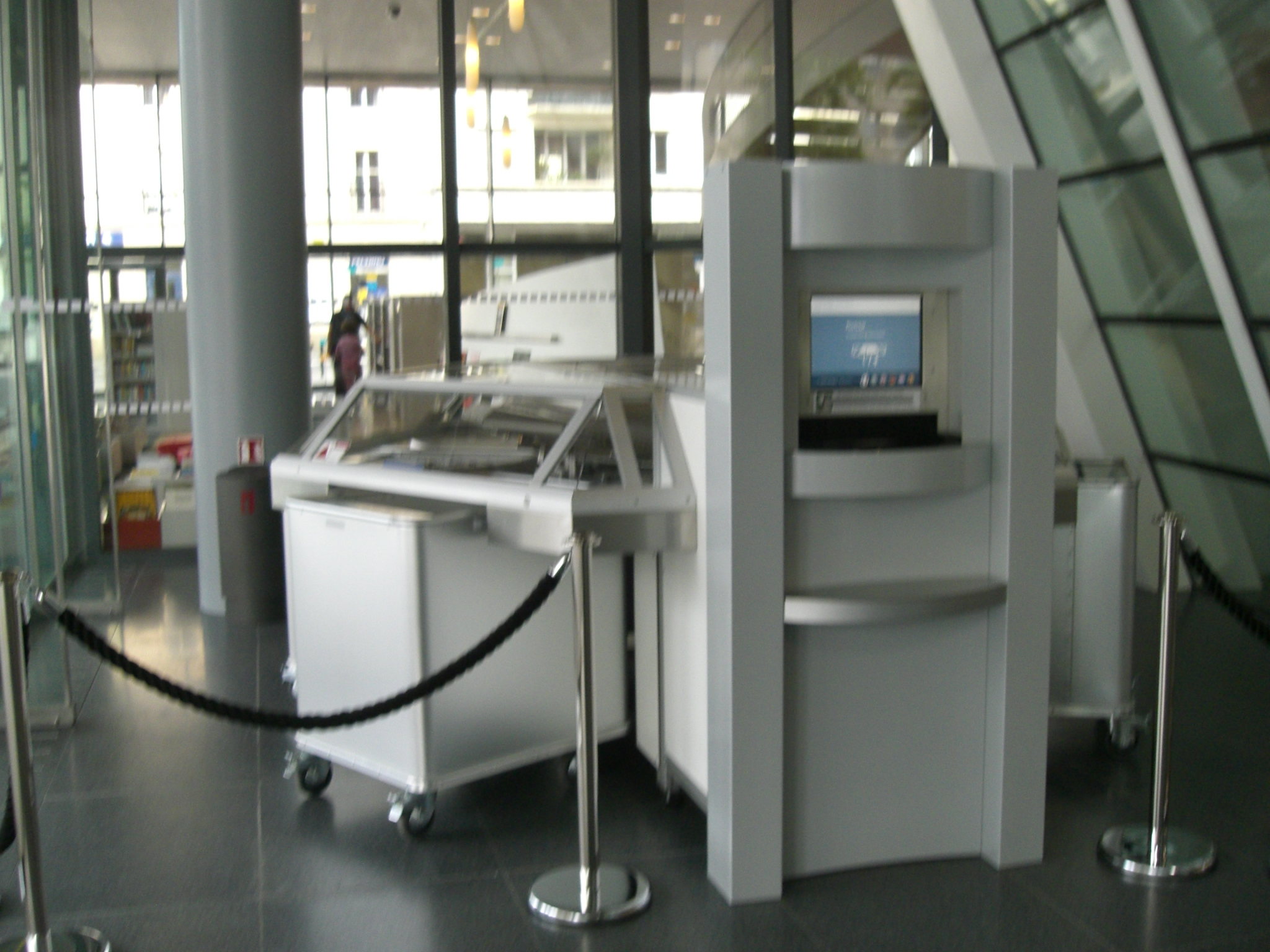
Carrousel de tri
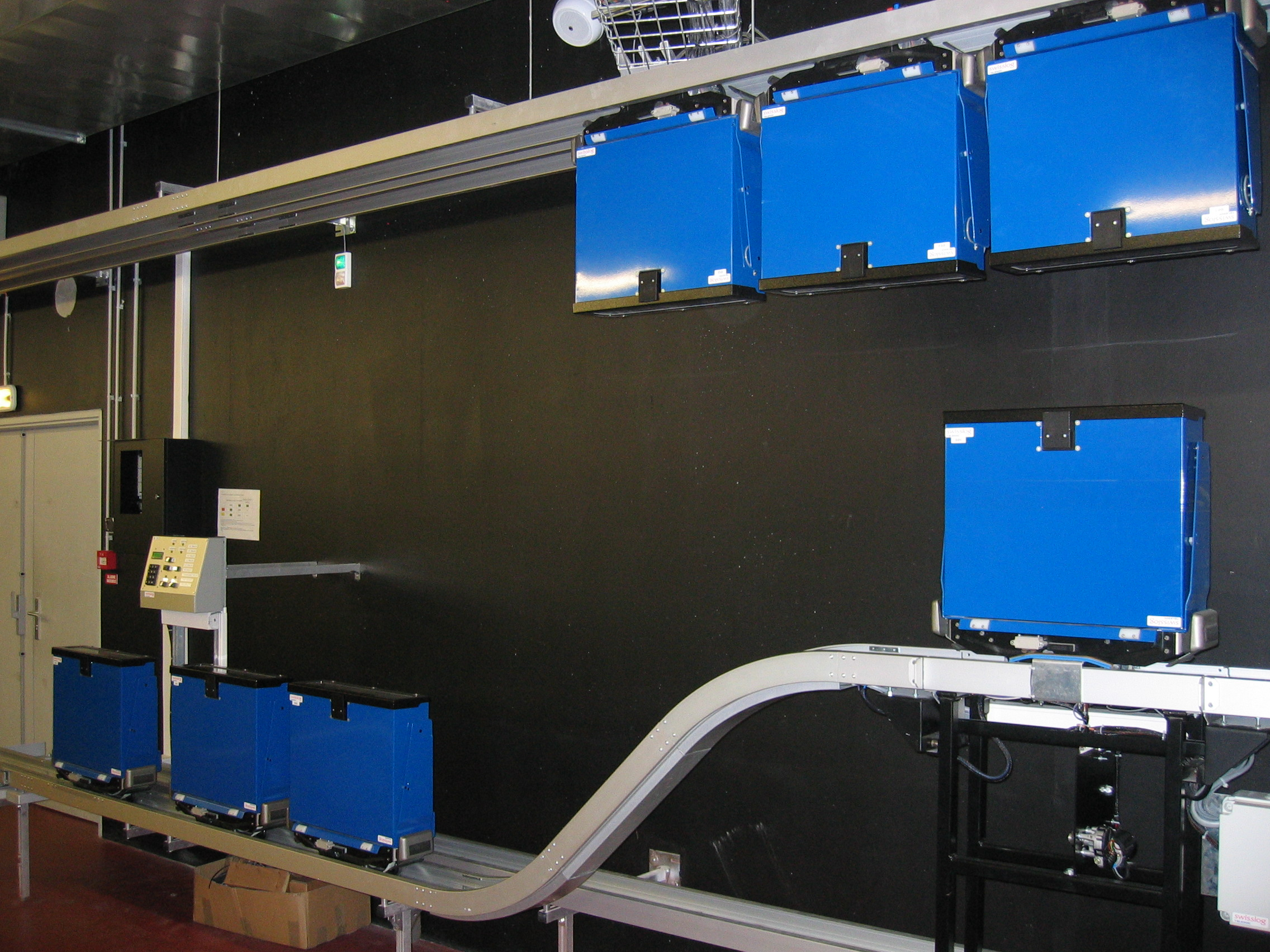
Télédoc

À son ouverture, la Bibliothèque de Rennes Métropole était la seule bibliothèque française à être équipée dans tout l'établissement d'un système de prêt et de retour utilisant la radio-identification (RFID). L'automatisation complète de la bibliothèque permet aux lecteurs de faire eux-mêmes leur prêt, en quelques secondes, au moyen des automates installés à chaque étage, et de gérer le retour, cette fois dans le hall. Un carrousel de tri y est également installé : le document, placé sur la plateforme, est avalé directement par le robot qui le range dans les magasins. Les portiques antivols placés aux sorties permettent d'avertir le personnel en cas de déplacement d'un document non démagnétisé et fournissent des statistiques de fréquentation du site.
Les bibliothèques les Champs Manceaux, Thabor Lucien-Rose, Villejean et Triangle sont équipés de la même façon et les autres bibliothèques le seront en 2014.
La Bibliothèque de Rennes Métropole est également équipé d'un télédoc, un système de rails guidant des valisettes bleues qui hissent au pôle Patrimoine, les ouvrages demandés.

## Histoire des collections

### L'accroissement du fonds

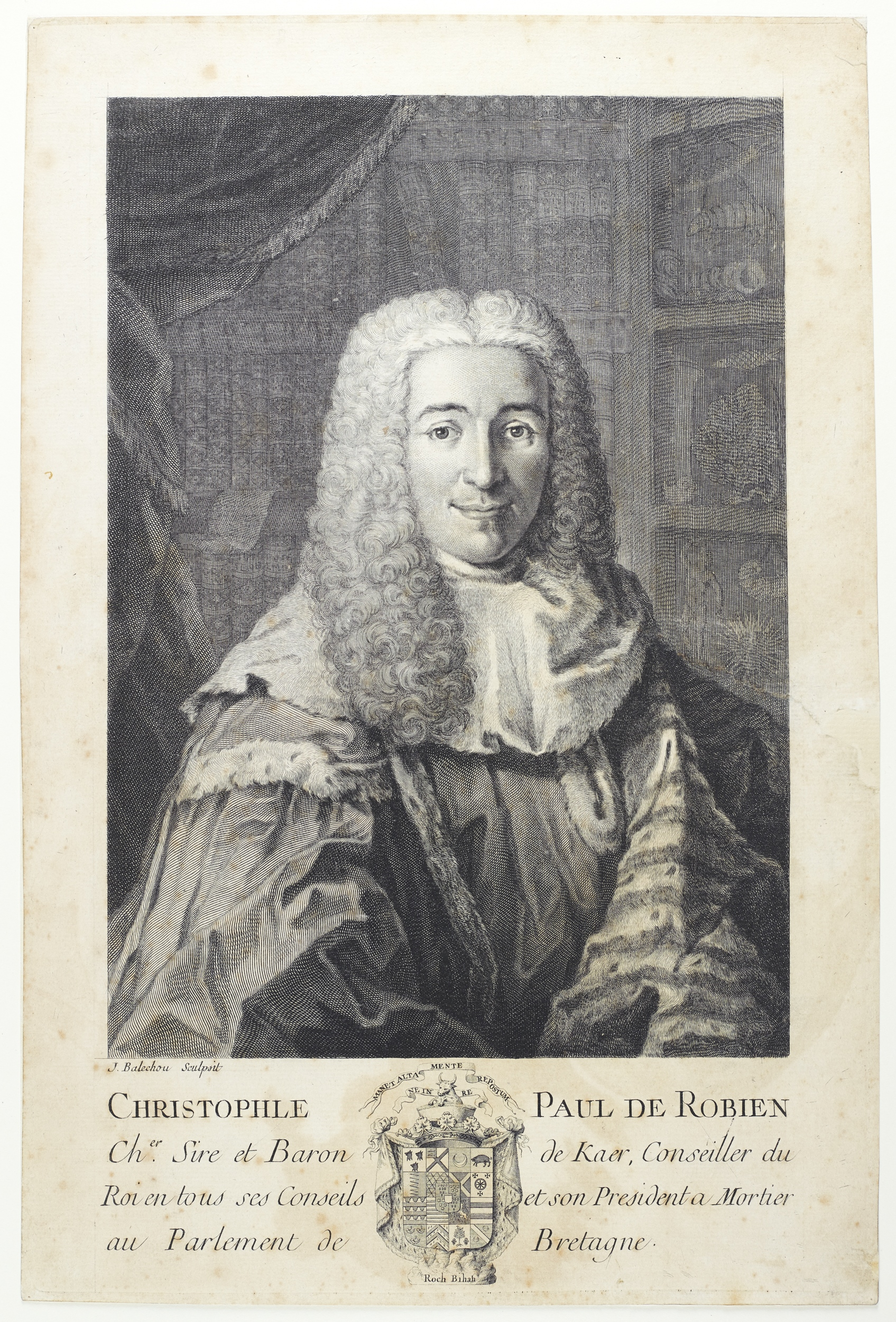
Portrait de Christophe-Paul de Robien.

À sa fondation, la bibliothèque des avocats comprenait 140 volumes et 1275 volumes en 1744. Elle va s'agrandir par de multiples dons pour atteindre 7000 volumes à la Révolution. On retrouve comme donateurs, le procureur général Caradeuc de La Chatolais, Armand-Charles Robin d'Estréans, doyen du Parlement de Bretagne, Augustin-Marie Poullain, doyen des avocats et professeur royal en droit français des facultés de Rennes et le comte Jean-François de Miniac qui donnent ou lèguent des sommes (livres) et des livres.
L'histoire des collections est liée à l'histoire des confiscations révolutionnaires. Celles-ci regroupent les biens du clergé et des congrégations religieuses, les collections de nobles émigrés comme la bibliothèque du marquis de Robien et les bibliothèques de corporations comme celle des avocats au Parlement de Bretagne. Durant cette période, 68 bibliothèques ont été confisquées. Tout comme les différentes vagues successives de confiscations, les bibliothèques saisies à Rennes touchent trois catégories de propriétaires. Ainsi, treize bibliothèques d'établissement religieux (Les grands Carmes, les Carmes, les Capucins, les Minimes, les Augustins, les Bénédictins, les Jacobins, les religieuses du Calvaire, du Colombier, les Carmélites, les dames Budes et la bibliothèque de l'abbesse de Saint-Georges)ont été confisquées avec la bibliothèque du petit séminaire et les bibliothèques d’ecclésiastiques séculiers. Ensuite, celles d'une vingtaine d'émigrés et enfin, celle de l'école de droit et la bibliothèque des avocats. Les collections confisquées, estimées à 60 000 volumes, sont regroupées dans le dépôt littéraire. Toutefois, 9 000 volumes supplémentaires vont être perdu à la suite de différents tris et vols. Placée en l'an II sous la main de la nation, ces différentes collections deviennent une bibliothèque publique, remise entre les mains de l'administration municipale, par décret du 8 pluviôse an II (27 janvier 1794).

### Les fonds patrimoniaux
La bibliothèque du couvent des Capucins présentait le plus d'intérêt parmi les différentes communautés car elle avait hérité de la bibliothèque de Bertrand d'Argentré qui contenait le Recueil de romans de la Table ronde, un des plus anciens des manuscrits enluminés qui restent du cycle de Lancelot, en prose. L'ouvrage, datant du XIIe siècle a été confisqué lors de la Révolution française. Voir la section Collections numériques
La Bibliothèque de Rennes Métropole conserve également de grandes collections. Parmi elles, la riche bibliothèque éclectique de Christophe-Paul de Robien où tous les sujets sont représentés. On y trouve des manuscrits religieux (Bibles du Moyen Âge, livres d'heures enluminés, manuscrits en langue étrangère, un dictionnaire arabe sur papier gommé, des recueils de chansons et de vaudevilles, etc.) dont le célèbre Roman de la Rose et des ouvrages religieux et théologiques anciens (recueils de psaumes, catéchismes, bibles, offices, règles monastiques, traités de sacrements) ou actuels (conférences ecclésiastiques, mandements épiscopaux, décretales, ouvrages contre les jésuites) dont les sermons de Bourdaloue, les œuvres de Bossuet et de Fléchier. Des ouvrages de droit et de jurisprudence sont aussi recensés (recueils d'arrêts des parlements, codes divers, coutumes, recueils d'édits royaux, œuvres d'Argentré, d'Hévin, de la Bigotière ainsi que des ouvrages de belles-lettres (grammaire, dictionnaire, méthode, classiques grecs et latins) et des ouvrages scientifiques (mémoires de mathématiques et de physique, histoire naturelle, médecine, anatomie, agriculture, géographie, minéralogie, etc.) dont un traité des feux d'artifice, les secrets du Petit Albert, grimoire de magie et des règles de jeux. Il y a quelques ouvrages sur les beaux-arts, l'histoire et ses sciences auxiliaires (histoire des pays, biographies, chronique de Bretagne, traités d'héraldiques, etc.). Sa Description historique, topographique et naturelle de la Bretagne est également conservé à Rennes

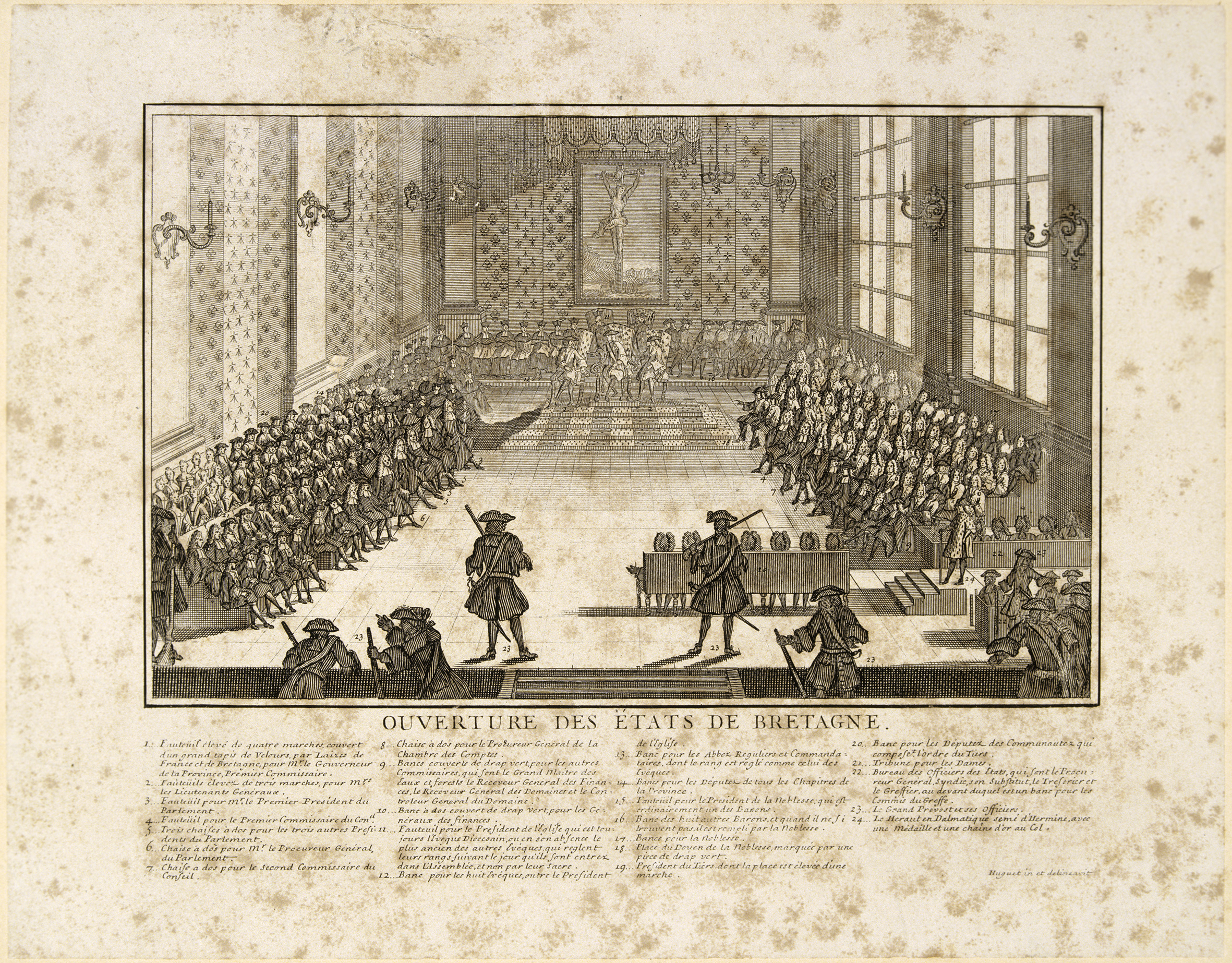
Extrait de Description historique, topographique et naturelle de l'ancienne Armorique
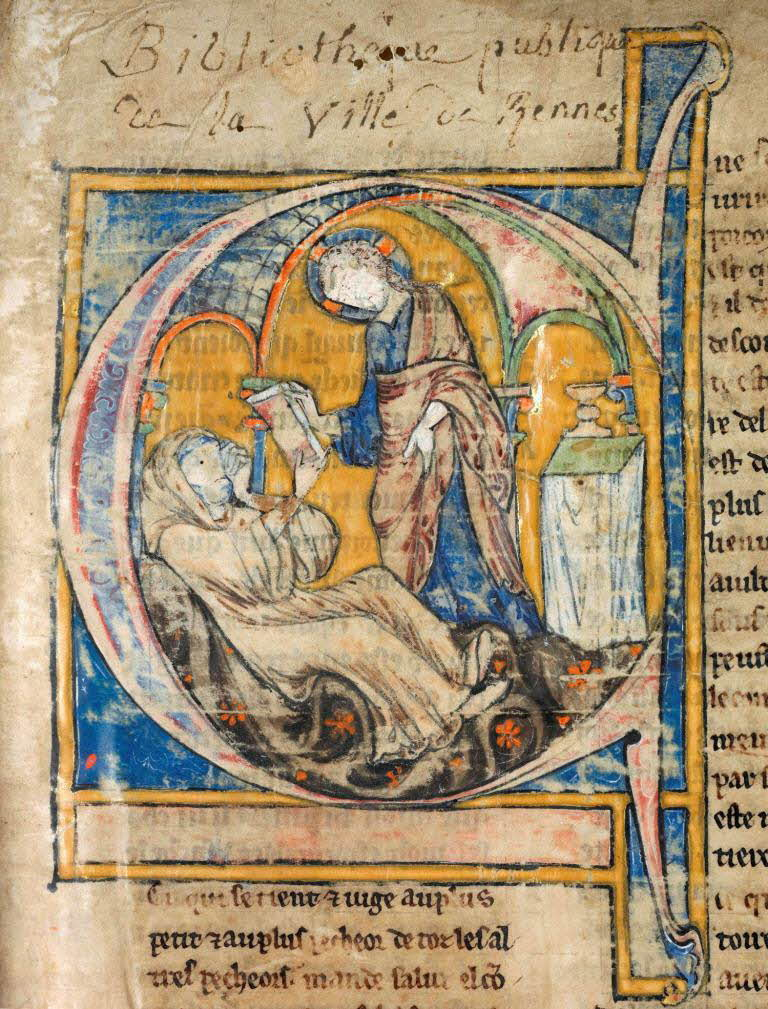
Extrait du Recueil de romans de la Table Ronde
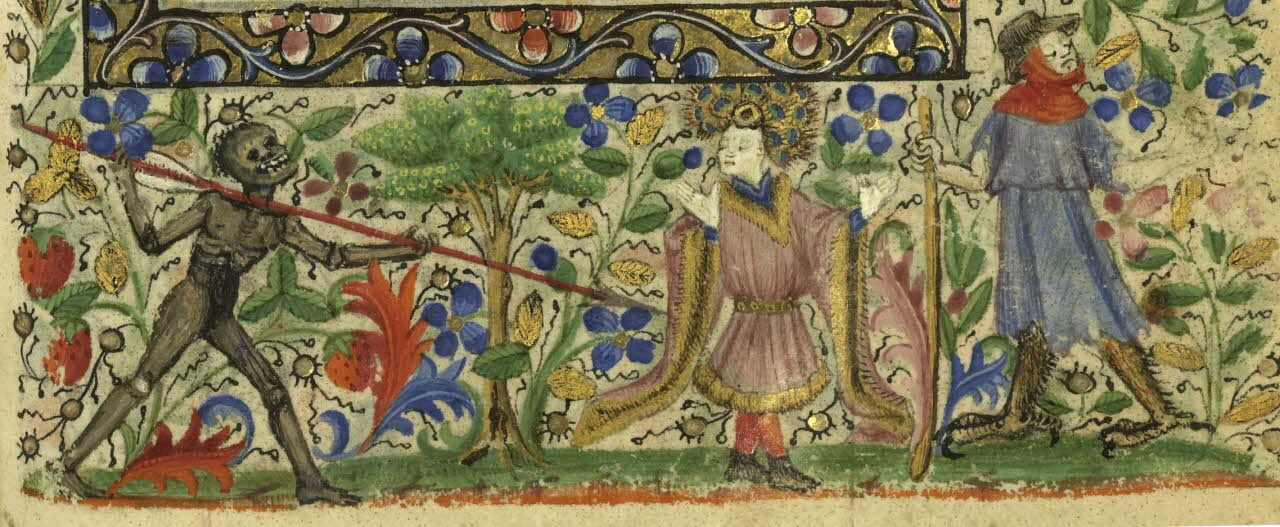
Extrait du Livre d'heures de Catherine de Rohan et de Françoise de Dinan
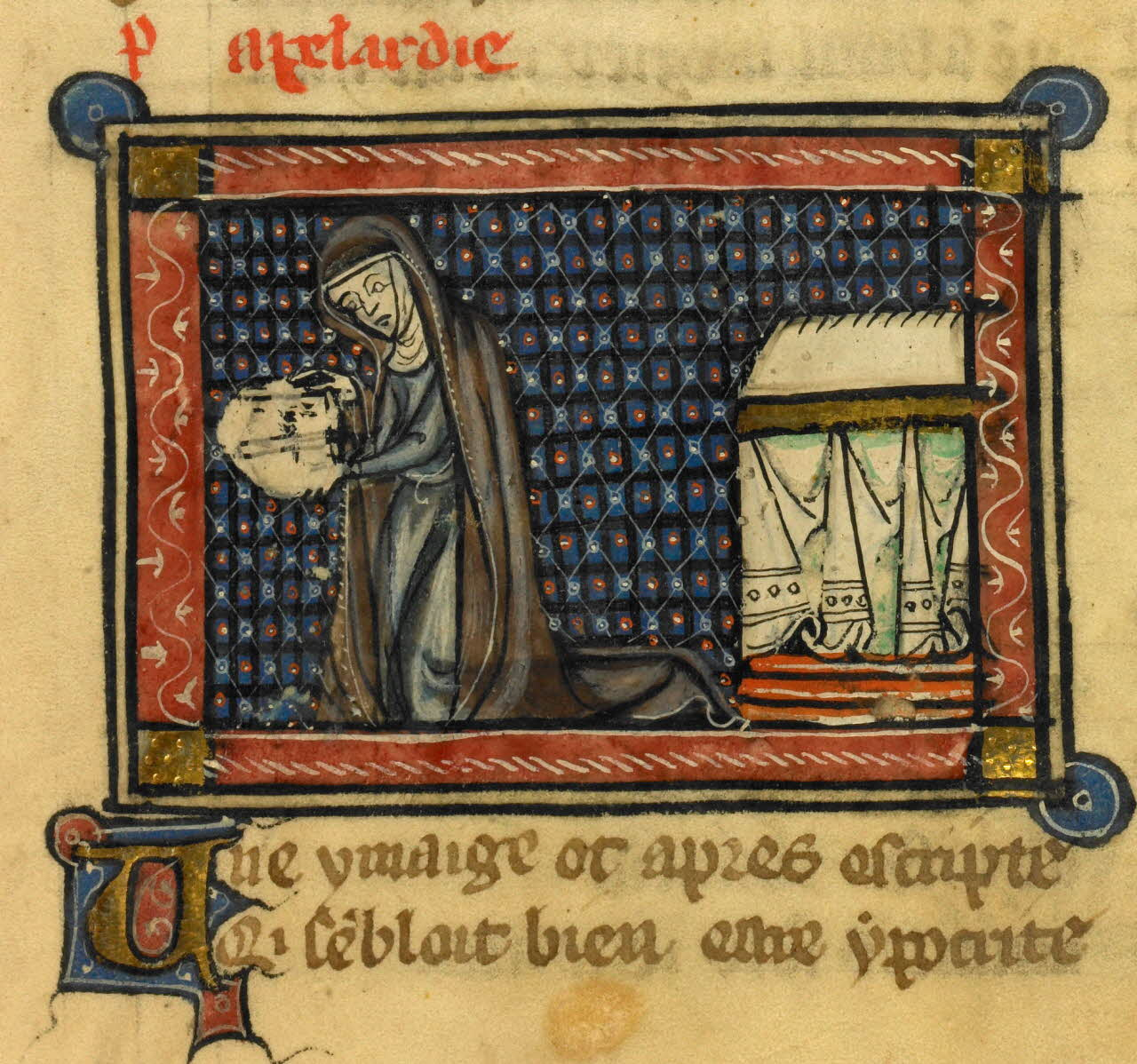
Extrait du Roman de la Rose

14 000 livres ont été donnés à la Bibliothèque après la mort d'Arthur de La Borderie en 1901. Sa collection comprenait des ouvrages de toutes sortes, sciences exceptées. En 1945, la Bibliothèque a fait l'acquisition de 4 500 volumes (ouvrages de droit, de sociologie et principalement de linguistique) ayant appartenu à l'ancien magistrat Raoul Guérin de La Grasserie. D'autres fonds moins importants ont été donnés ou acquis au cours des XIXe et XXe siècles.
Les livres religieux, juridiques ou historiques constituent la majorité des fonds de la Bibliothèque même si celle-ci possède également des fonds scientifiques qui vont des premières traductions d'Hippocrate et d'Euclide jusqu'aux découvertes contemporaines (Einstein, Planck, Curie).
Ces dernières années ont vu l'entrée de la bibliothèque de Paul Féval, du fonds Ollivier regroupant les archives et recherches de Joseph Ollivier - copies de manuscrits de chansons bretonnes notamment, de la collection d'almanachs de l'imprimerie Oberthur, d'un choix d'ouvrages en langue bretonne et de la donation Henri Pollès. Aujourd'hui, la Bibliothèque dispose d'un fonds patrimonial de grande valeur qui a débuté, notamment, avec l'acquisition de la première partie du livre d'heures de Françoise de Dinan. Voir la section Collections numériques

## Sites

Carte des transports en commun entre les bibliothèques de Rennes.

### La Bibliothèque des Champs Libres

Les Champs Libres.

La Bibliothèque de Rennes Métropole, ou Bibliothèque des Champs Libres, dispose d'environ 210 000 ouvrages en libre accès et 500 000 dans ses magasins. Les ressources sont consultables partout dans la Bibliothèque depuis des tables de consultation ou des bornes informatisées,.

#### Architecture et organisation
La Bibliothèque de Rennes Métropole est intégrée à l'équipement des Champs libres, bâtiment construit par l'architecte  Christian de Portzamparc inauguré en 2006.
De forme pyramidale, elle se déploie sur sept niveaux thématiques, identifiables par des couleurs que l'on retrouve sur le dos des livres. Chaque niveau, excepté les pôles Patrimoine et Vie du Citoyen, possède son propre automate de prêt ce qui constitue une grande nouveauté pour les bibliothèques françaises.
Le Hall
Le hall centralise l'accueil, les inscriptions et les opérations de retour des documents. L'escalier accueille parfois des parcours photographiques et des installations, à l'image de Koua Kess, conçue par les étudiants de l'Institut supérieur des Arts appliqués de Rennes.
Le hall enregistre, en moyenne sur une journée, 2 600 entrées, 2 050 prêts et 90 inscriptions. Un poste informatique est à la disposition du public ainsi qu'un automate de prêt, deux automates et un carrousel pour les retours.

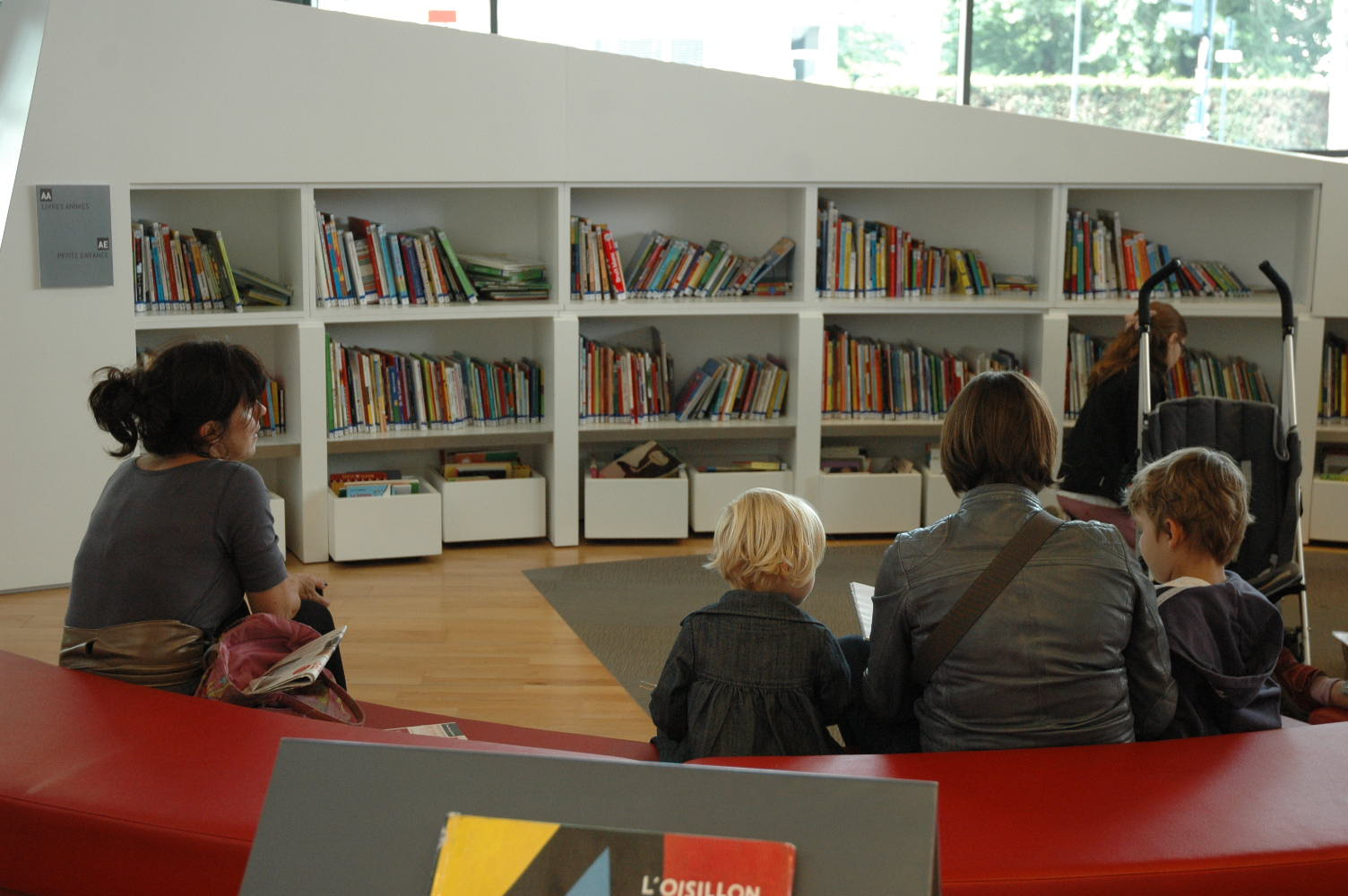
L'Espace Enfants
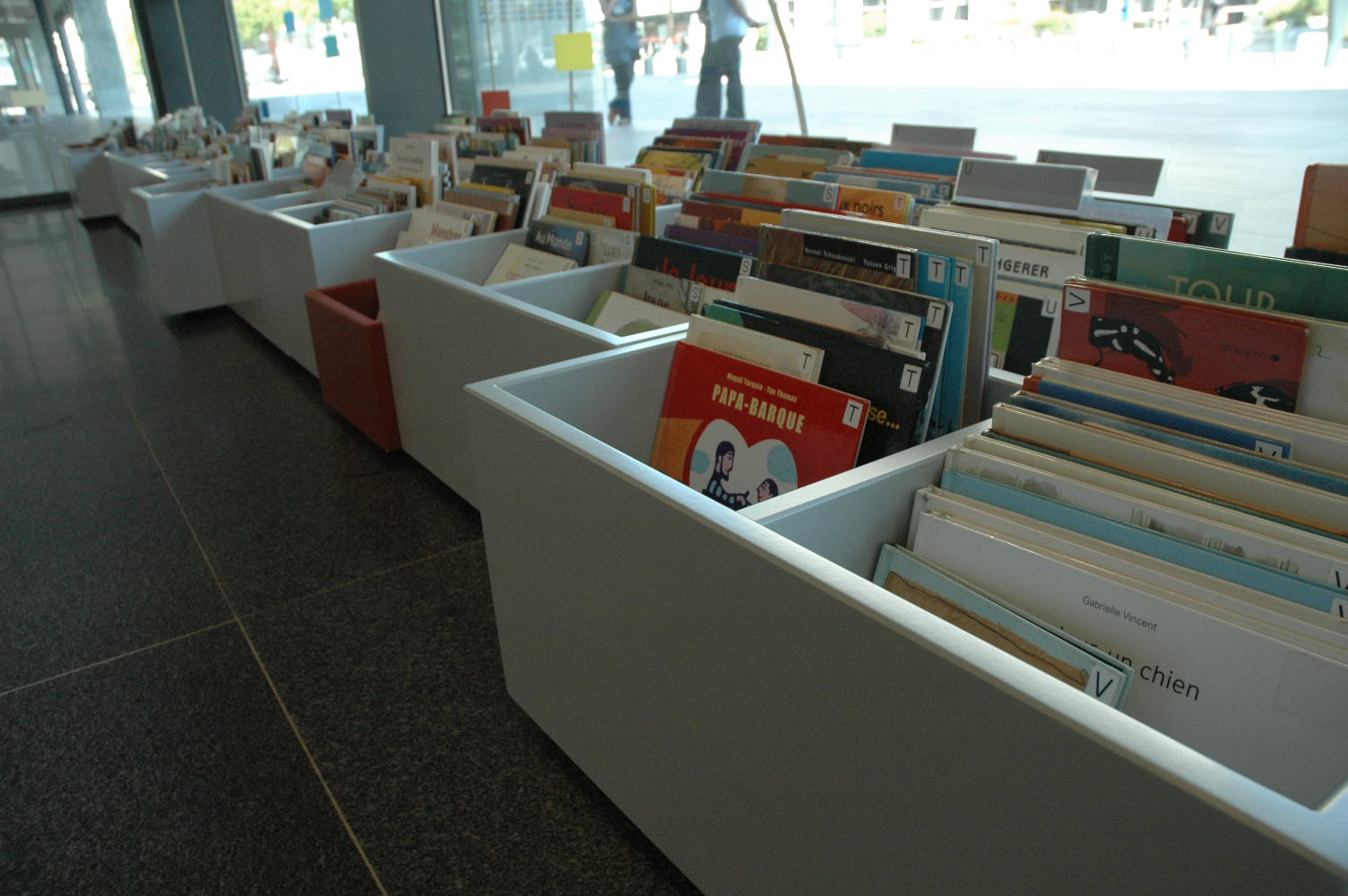
L'Espace Enfants - Albums

L'Espace Enfants
Proposé aux enfants de moins de 11 ans, l'Espace Enfants, de couleur bleue, est consacré au domaine de l'imaginaire : contes, théâtre, poésie, albums en français, en anglais, en breton et dans six autres langues, films, chansons et comptines, romans, livres jeux, bandes dessinées et mangas.
La MeZZanine
Identifiée par la couleur grise, le pôle adolescents, destiné à accueillir un public allant de 11 à 14 ans, porte le nom de La MeZZanine. Situé au niveau 1, cet espace propose des consoles de jeu Wii, Xbox 360 et PlayStation 3 en consultation pour les adolescents qui peuvent emprunter les 5 000 documents mis à leur disposition : 2 600 romans, BD et mangas, une quinzaine de revues, 1 300 disques compacts - il y a deux baladeurs pour pouvoir écouter les CD sur place -, 400 DVD, une douzaine de jeux de société et une trentaine de jeux vidéo. Un "salon numérique" avec quatre postes internet et cinq tablettes sont aussi disponibles. Les enfants et leurs accompagnateurs peuvent également assister à des contes, des projections, des lectures à voix haute et des rencontres d'auteurs ainsi que des tables rondes à "La marelle". 

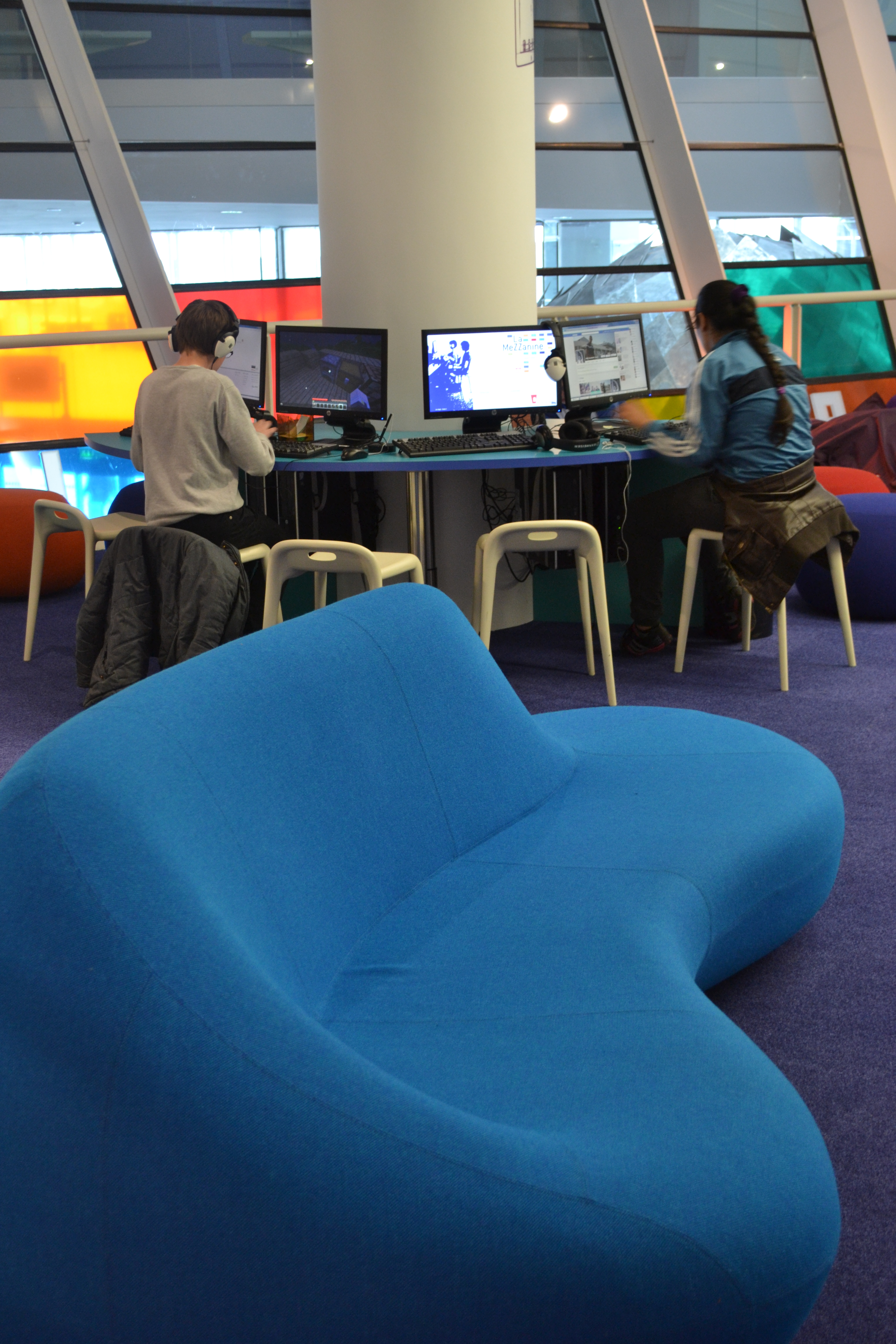
La MeZZanine - Le salon numérique
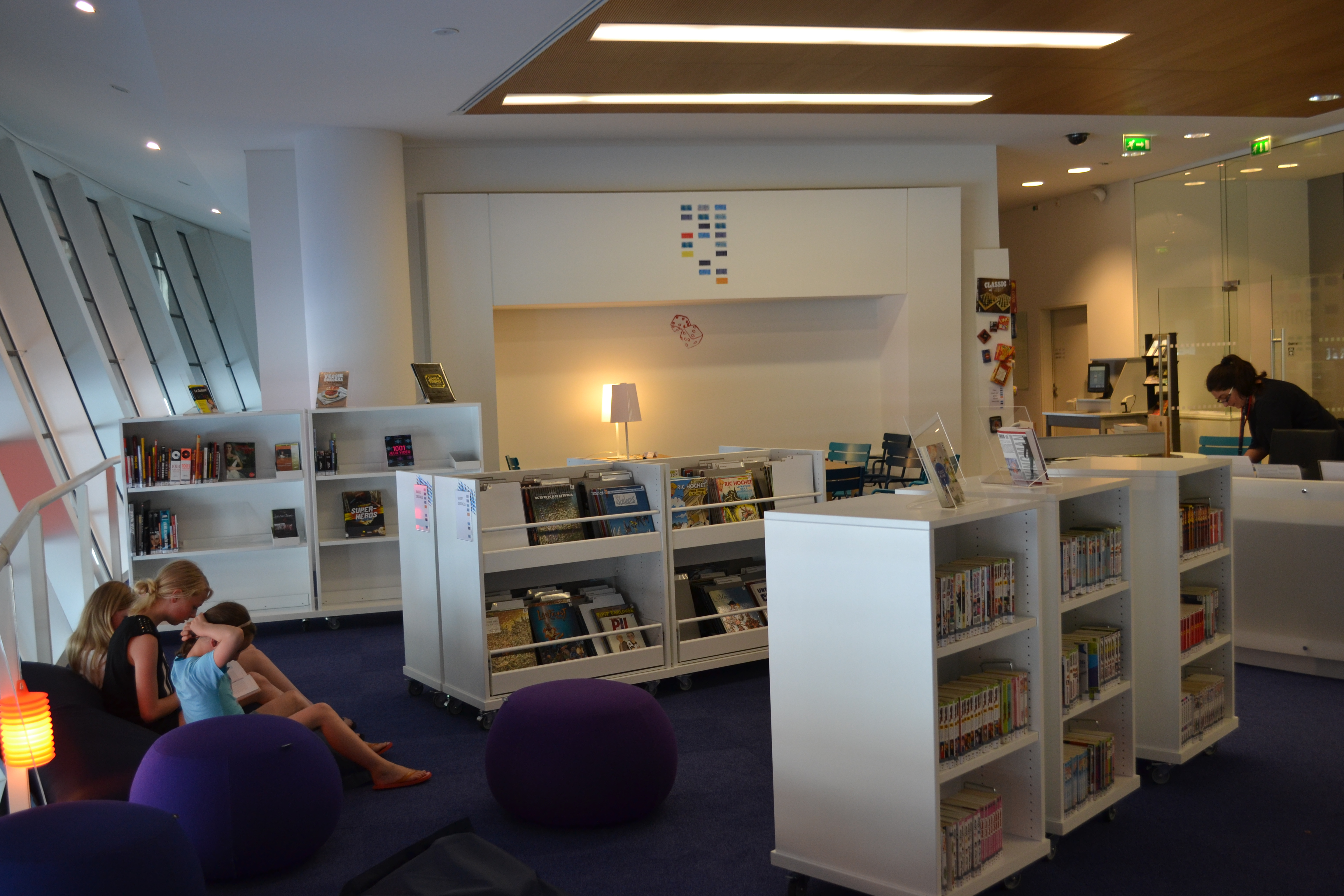
La MeZZanine
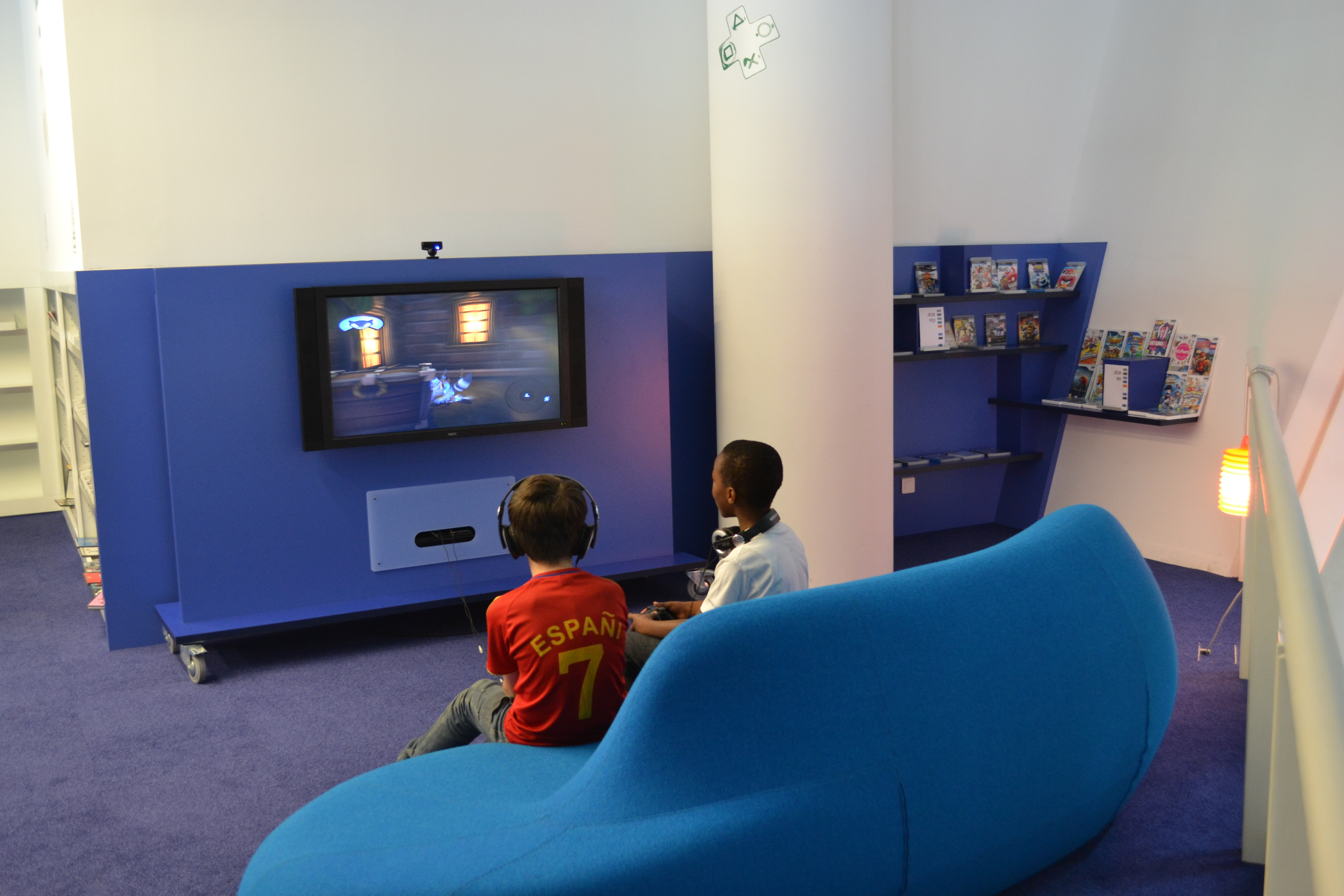
La MeZZanine - La PS3

Ce nouvel espace, réaménagé à l'occasion de la réorganisation complète des services de la Bibliothèque en 2010, est un lieu de transition entre l'Espace Enfants et le pôle Musiques, soit entre le monde de l'enfance et le monde des adultes. Le réaménagement complet de ce pôle a permis de changer son ambiance : diverses couleurs vives, sonorisation à partir du fonds CD et allégement du mobilier. Les usages du lieu ont changé en proposant à la fois des espaces de travail et de jeux (jeux de société ou jeux vidéo), un salon numérique et des coins lectures seul ou à plusieurs. L'espace se veut convivial, ergonomique et accessible en offrant aux adolescents un lieu qui leur est entièrement destiné.
Le pôle Musiques
Le pôle Musiques se trouve au niveau 2 de la Bibliothèque et s'identifie par la couleur verte. Un automate de prêt y est à la disposition du public qui peut emprunter les documents mis à sa disposition sur une superficie de 375 m2. Ce pôle est équipé de 40 places assises ainsi que de sept ordinateurs et trois catalogues.
Ce pôle propose au public 28 000 disques compacts, 4 000 ouvrages sur la musique, 3 000 partitions et méthodes d'apprentissage de la musique, 2 000 DVD musicaux, ainsi qu'une cinquantaine de revues musicales auxquelles la Bibliothèque est abonnée. Les disques peuvent être écoutés à partir de l'un des six lecteurs CD ou de la platine vinyle. Il y a également plus de 10 000 disques 33 Tours dans les réserves.
Le pôle dispose également d'un piano à queue sur lequel les musiciens « confirmés » peuvent jouer librement tous les jeudis de 12h à 14h. Les musiciens moins confirmés peuvent s'exercer sur le piano numérique, disponible tous les jours et situé dans une cabine dédiée.

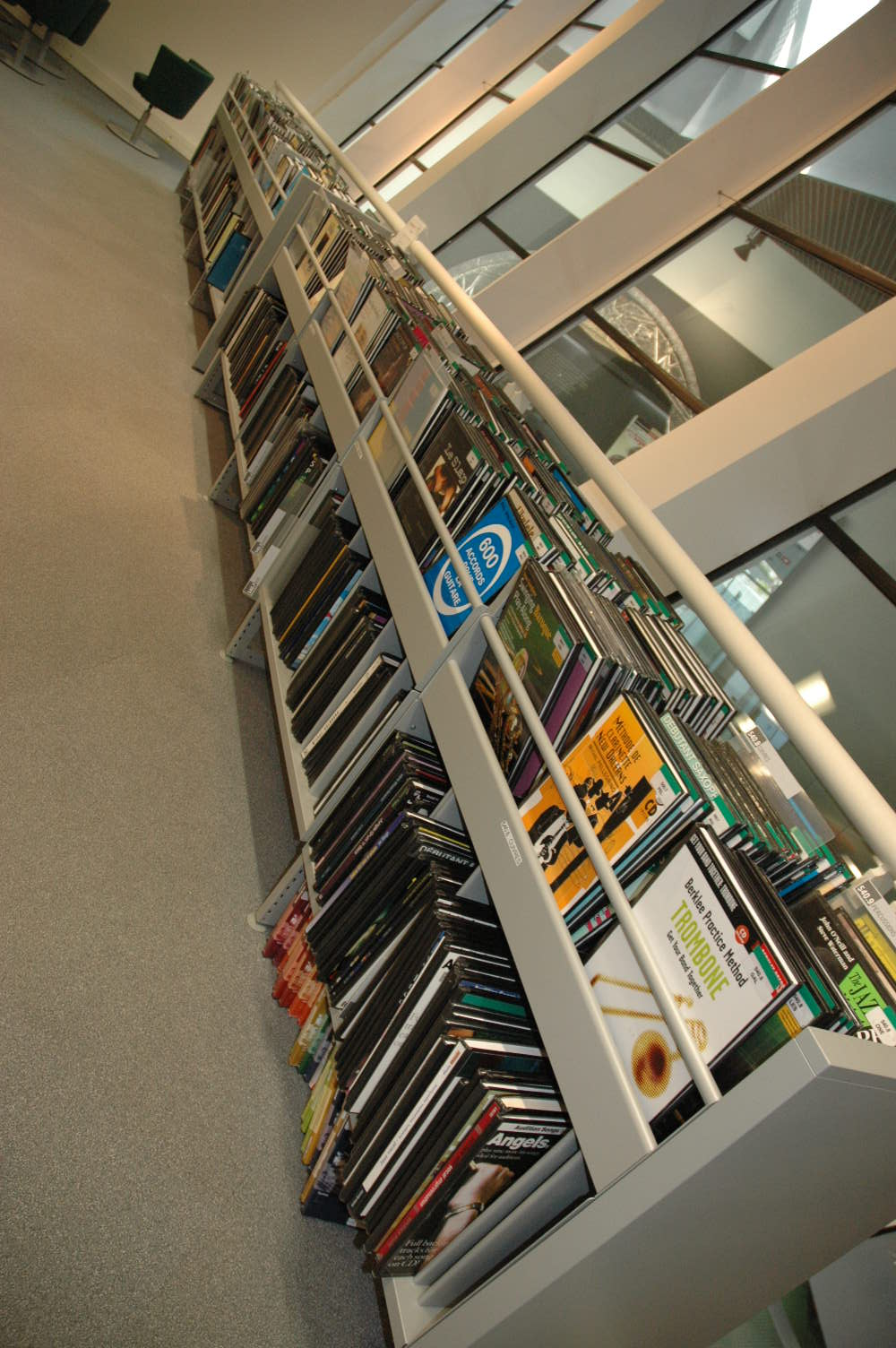
Pôle Musiques
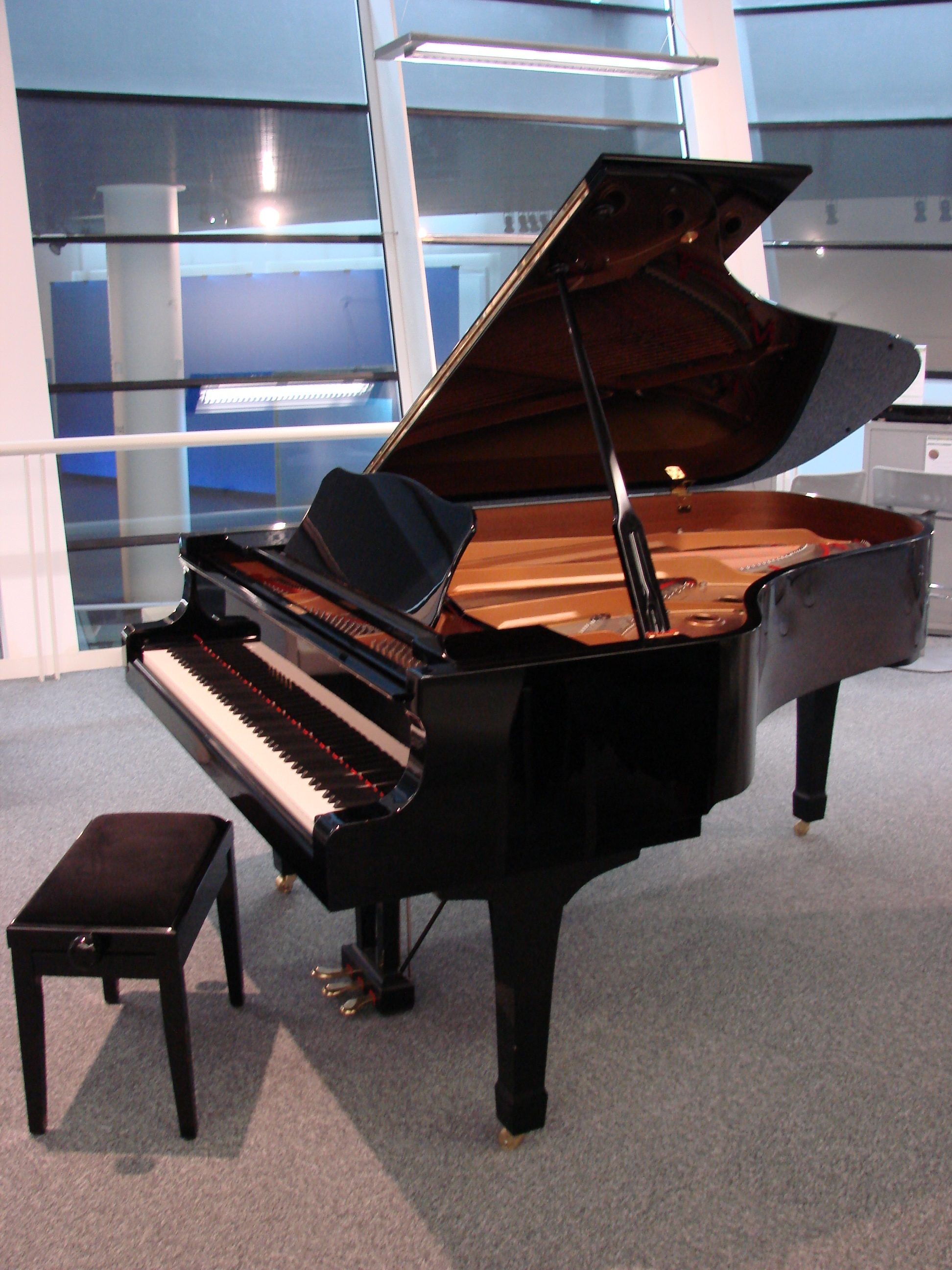
Le piano du pôle Musiques

Le pôle Sciences et Vie pratique
Situé au niveau 3 de la Bibliothèque, le pôle "Sciences et Vie pratique", anciennement appelé Sciences & techniques, propose des livres, vidéos, DVD documentaires, textes enregistrés autour de la culture scientifique et technique, des aspects de la vie pratique ainsi que des sports et loisirs avec un contenu accessible pour les débutants et les confirmés. Le pôle Sciences & Vie pratique comprend 50 places assises, 12 postes informatiques sur 480 m2 et trois catalogues.
Ce pôle propose 25 000 imprimés, 800 vidéos et DVD documentaires, 160 revues et 100 textes enregistrés. C'est également dans cet espace que se trouve le Salon de lecture numérique au sein duquel le public peut découvrir la lecture sur des outils numériques. Au sein de ces différents supports on peut notamment trouver des liseuses et des tablettes tactiles mises à la disposition du public qui peut les manipuler en toute autonomie.
Un cabinet de curiosités est également présenté au public. On y trouve des objets scientifiques, des éléments d'anatomie, des fossiles, des minéraux, des coquillages, des coraux, des insectes et des animaux. Ils représentent un savoir particulier comme la minéralogie, la zoologie, l'entomologie ou l'anatomie,.
Ce pôle propose aussi un espace consacré à l'autoformation pour les publics souhaitant apprendre une langue, bénéficier d'une remise à niveau ou de soutien scolaire, progresser en informatique ou avoir des informations sur la vie professionnelle en général.

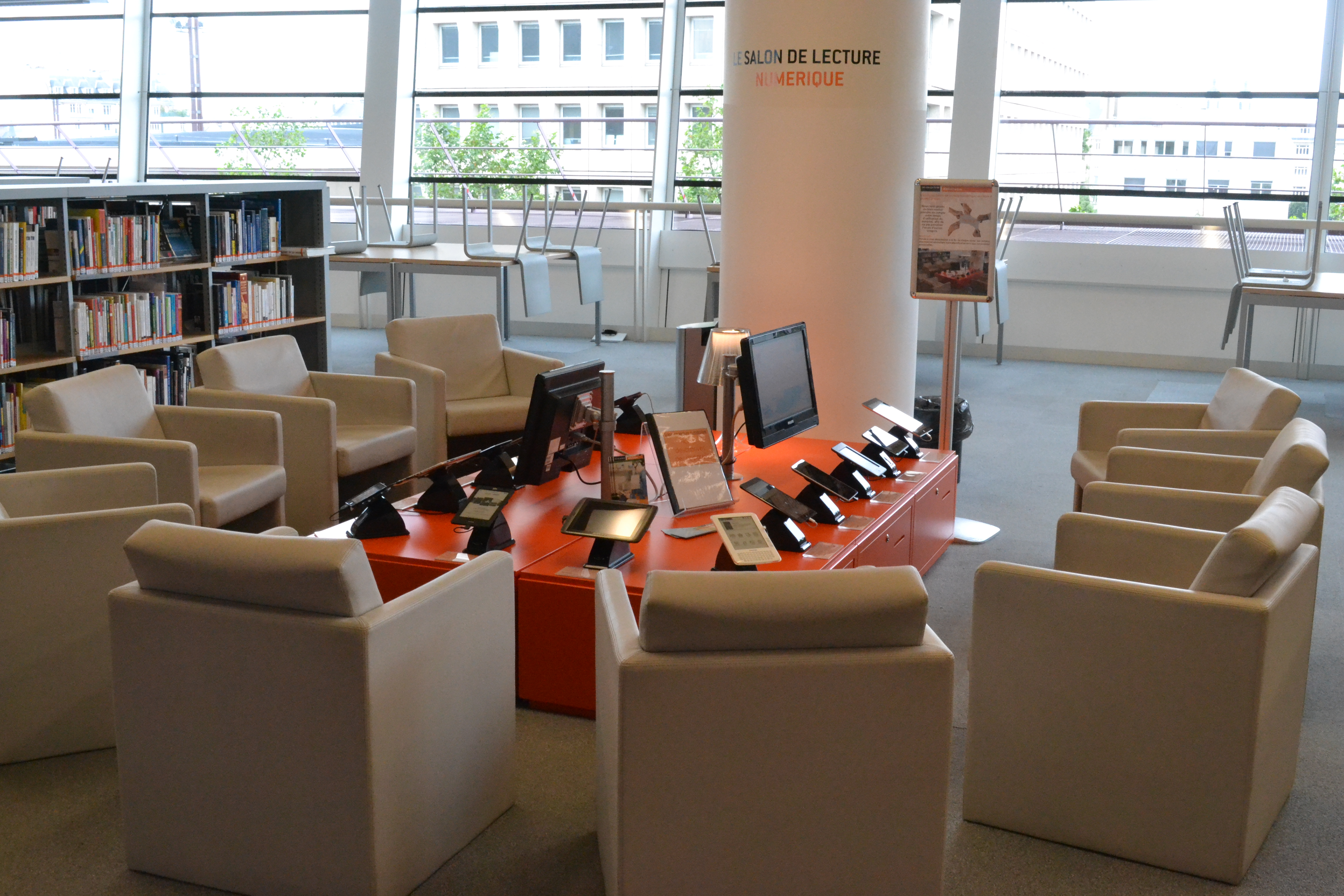
Pôle Sciences et Vie pratique : le Salon de lecture numérique
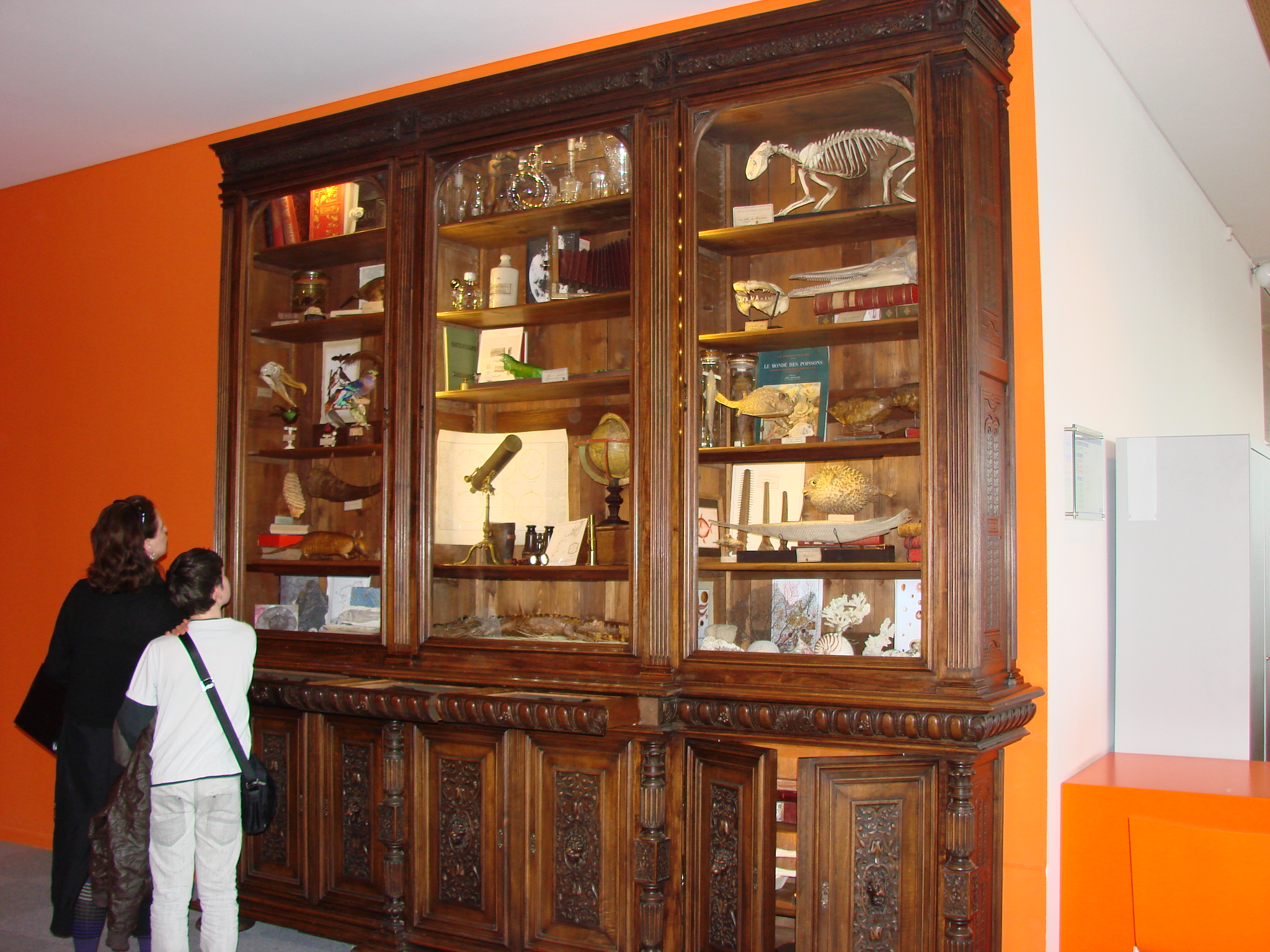
Pôle Sciences et Vie pratique : le Cabinet de curiosités

Le pôle Langues et Littératures

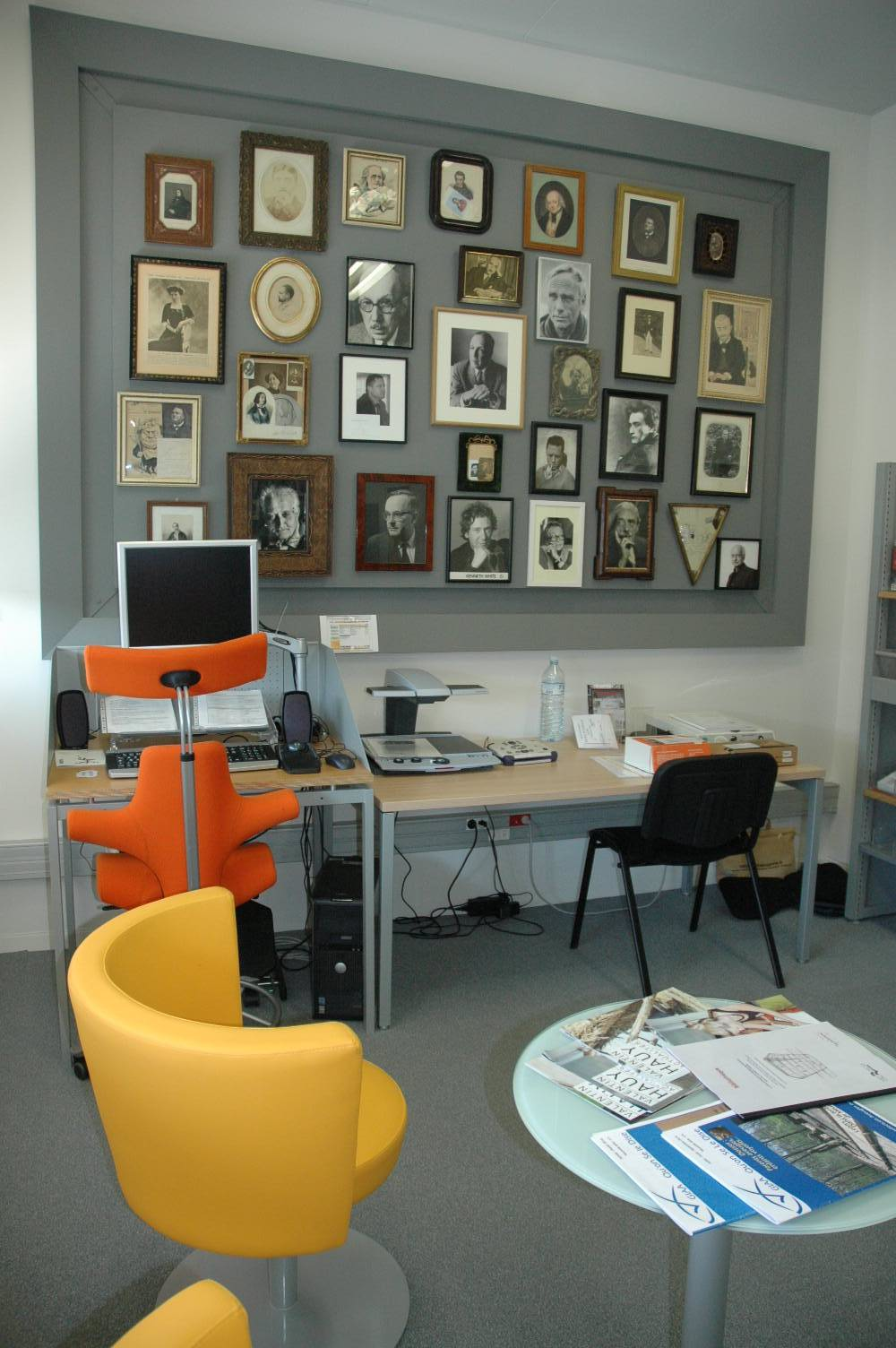
Pôle Langues et Littératures - Espace Borgès

Situé au niveau 4, le pôle Langues et Littératures dispose de 56 places assises, de 12 postes informatiques et trois catalogues sur 600 m2[réf. souhaitée]. Ce pôle offre la possibilité d'imprimer et de photocopier des documents et dispose d'un équipement pour malvoyants. On y trouve toutes sortes d'ouvrages autour de la littérature.
Le pôle met à la disposition du public 40 600 ouvrages dont 7 000 bandes dessinées et mangas japonais. Une sélection de vidéo, DVD et revues en rapport avec le thème du pôle est également proposée au public.
C'est dans ce pôle que se trouve l'Espace Borges, aménagé pour rendre l'accès des ressources du pôle aux malvoyants.
Le pôle Art, Société, Civilisation
Placé au niveau 5 de la pyramide, le Pôle Art, Société, Civilisation, le plus grand de la Bibliothèque, propose 84 places assises et 16 postes informatiques sur 740 m2. Ce pôle contient une collection importante d'art, divers domaines des sciences humaines et l'espace cinéma qui propose de nombreux films à la disposition du public.
On peut ainsi y trouver 38 000 imprimés, 6 000 DVD de films, 1 200 vidéos et DVD en rapport avec les thèmes du pôle, 150 revues, 158 textes enregistrés et 177 cédéroms. Ce pôle dispose également d'une salle de projection, dénommée La chambre noire en hommage à l'écrivain Jean Sullivan. On peut y assister à des projections de films en rapport avec les cycles thématiques proposés par la Bibliothèque. Elle peut accueillir quinze personnes.
Le pôle Patrimoine
Dans le pôle Patrimoine du sixième niveau, 74 places assises (dont 12 réservées à la consultation de fonds patrimoniaux) et 4 postes informatiques sont présents sur 650 m2. Les ouvrages sont à consulter sur place dans cet espace. C'est également à partir de ce pôle que peuvent-être consultés les 500 000 documents conservés en magasins, les fonds patrimoniaux et ceux issus du dépôt légal. En vertu d'une disposition législative du 21 juin 1943, La Bibliothèque de Rennes Metropole est chargée de la gestion du dépôt légal imprimeur pour les ouvrages des départements bretons ce qui lui a permis de constituer un fonds patrimonial de niveau régional et national.

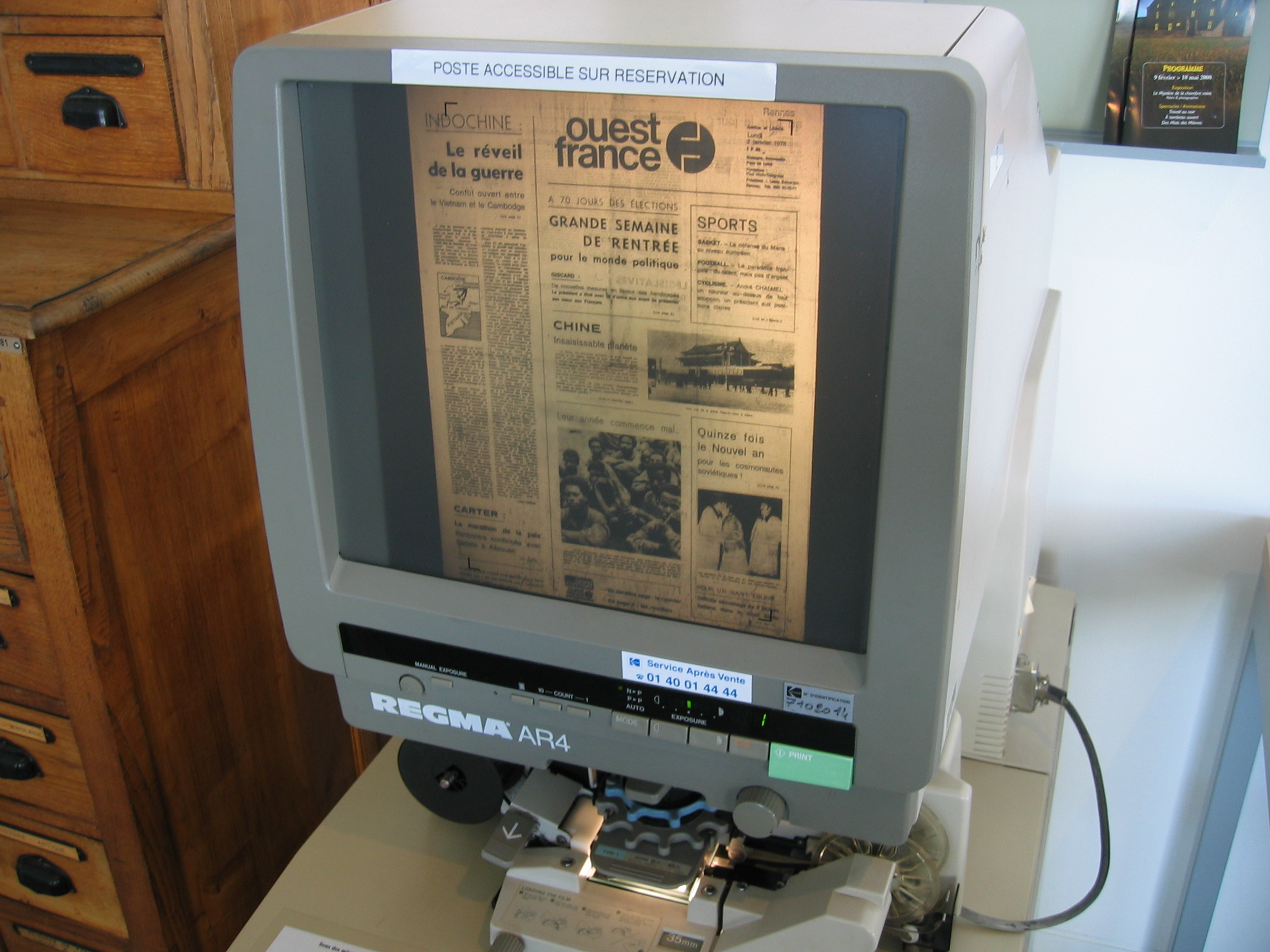
Pôle Patrimoine - Lecteur de microfilms
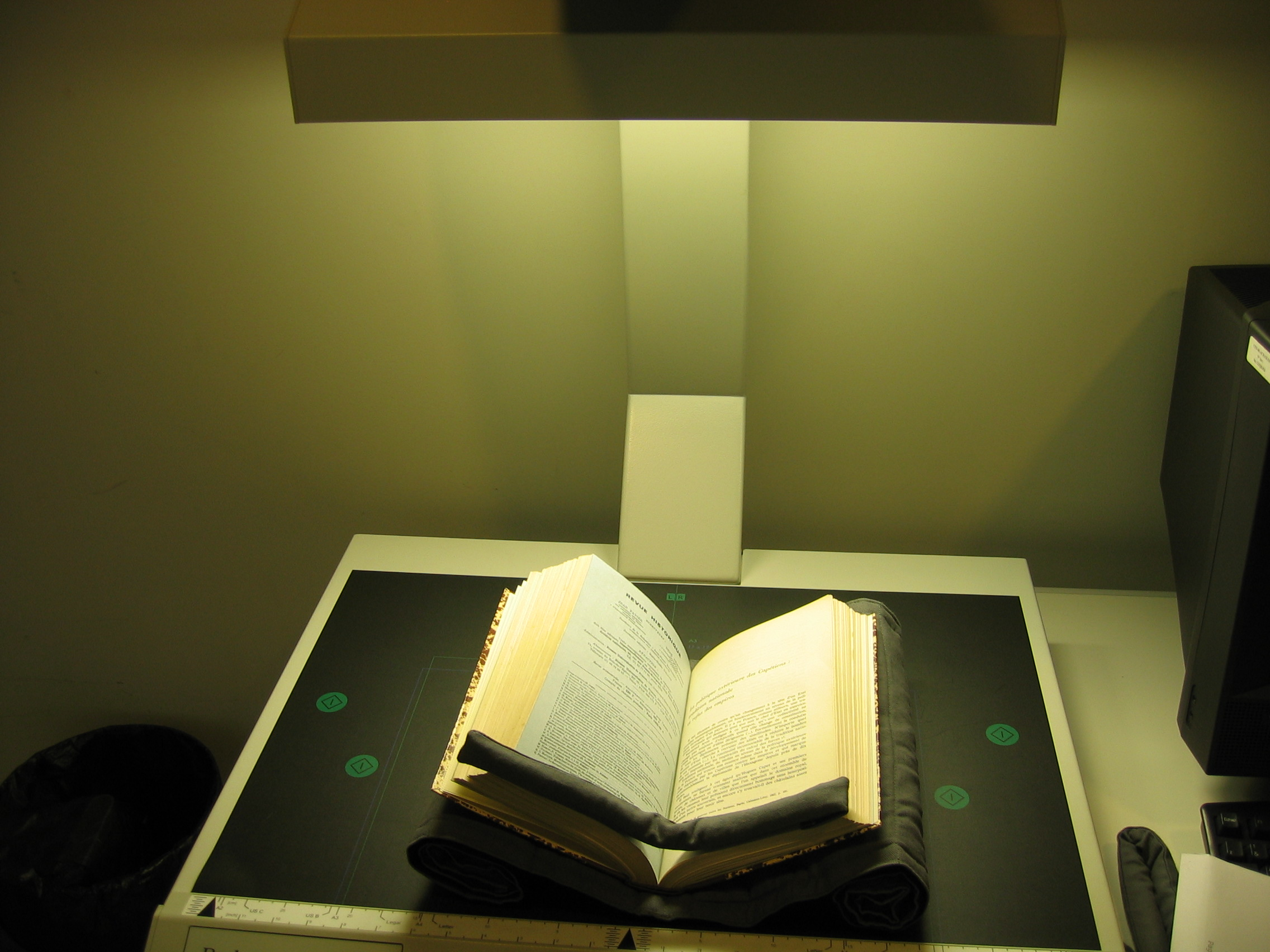
Pôle Patrimoine - Scanner

Également situé au pôle Patrimoine, le musée du Livre et des Lettres Henri Pollès est une reconstitution partielle de sa maison de Brunoy dans l'Essonne. Un thème est attribué à certaines pièces de la maison où se croisent livres, cartes postales, collages, statuettes et toutes sortes d'objets consacrés à la littérature et au monde des arts. Ce sont en tout près de 30 000 livres, manuscrits, gravures, affiches et objets divers qui ont été légués par l'écrivain à la Bibliothèque.
On y trouve notamment : 
- l'escalier, bordé de plusieurs bibliothèques ;
- la salle de bain, consacrée aux Années folles, où sont exposées couvertures illustrées et éditions originales de l'entre-deux-guerres ;
- le bureau, consacré au Romantisme et décoré par l'écrivain avec un ensemble de bibliothèques, un fauteuil victorien et des sièges de style gothique ;
- la chambre 1900, située à côté du bureau et consacrée à la Belle Époque. On y trouve, notamment, la Pollèsthèque, sorte de grande bibliothèque composée, entre autres, des manuscrits des œuvres d'Henri Pollès ;
- la vélothèque, située en haut de l'escalier, est un assemblage de différents objets, dont des parties de vélo, un pavillon de phonographe, une machine à coudre et un parapluie[71].

Le pôle Vie du Citoyen
Situé sur deux niveaux, le pôle Vie du Citoyen, accessible au rez-de-chaussée et au niveau 1, dispose de 125 places assises, 33 postes informatiques, 2 000 documentaires, 350 documents multimédias et 220 journaux, revues et magazines sur 513 m2. Ce pôle comprend des collections à consulter sur place sur tous supports, des équipements pour les aveugles et malvoyants, un accès Internet en libre accès, la possibilité d'imprimer et de photocopier des documents, d'écouter des disques compacts et de regarder des DVD et un ordinateur destiné à la consultation de ressources numériques et notamment la possibilité, pour les malvoyants, d'écouter et de lire en gros caractères les titres de presse écrite dès le jour de leur parution, via le logiciel Vocale presse.

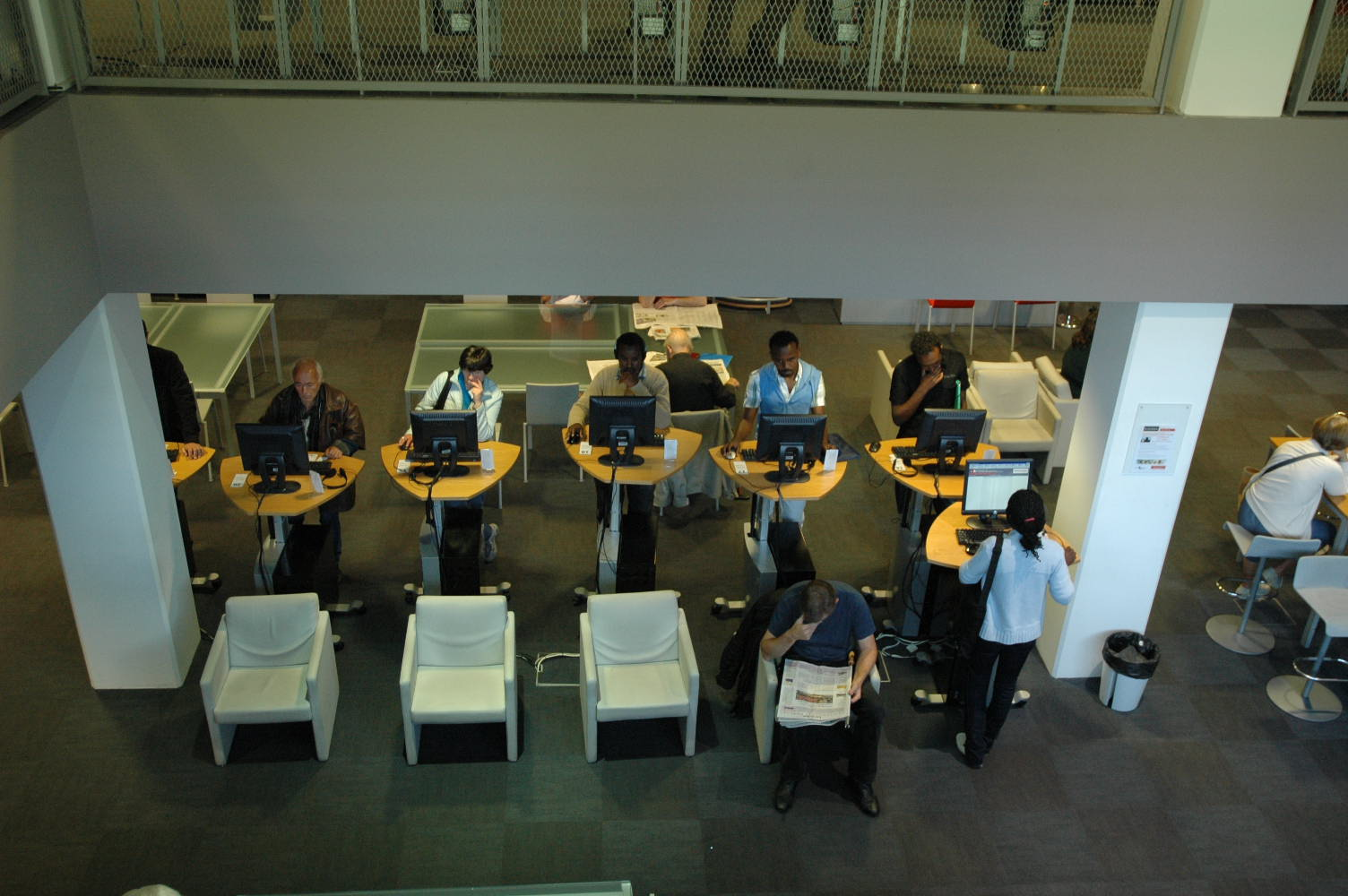
Pôle Vie du Citoyen - Postes accès libres 20 minutes
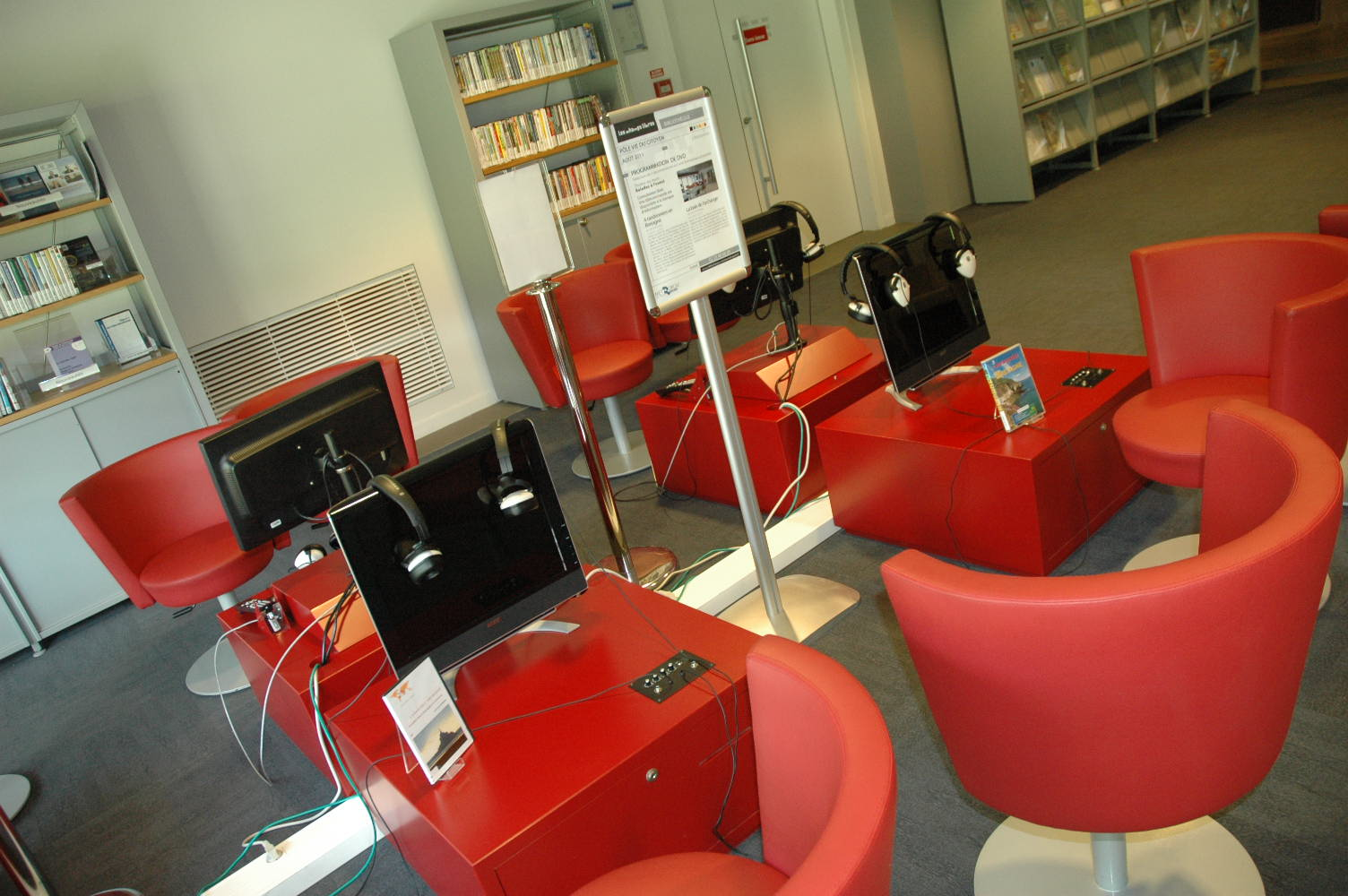
Pôle Vie du Citoyen - Bornes de visionnement DVD

Un espace d'autoformation est également disponible à l'étage. Il comprend un accès aux savoirs élémentaires : mathématiques, français, culture générale…

#### Orientations scientifiques et culturelles
Bibliothèque à vocation régionale   et pôle associé de la Bibliothèque nationale de France, la Bibliothèque de Rennes Métropole a pour mission de constituer, de conserver et de valoriser les collections issues du dépôt légal et d'intérêt patrimonial.
Par convention avec l'État (Direction régionale des Affaires culturelles de Bretagne) et le Conseil régional de Bretagne, la Bibliothèque constitue avec les autres bibliothèques de Bretagne un catalogue collectif des fonds patrimoniaux et locaux.
La Bibliothèque fait partie des 12 bibliothèques municipales à vocation régionale, et a pour mission de constituer un service public ouvert à tous, autrement dit un lieu de brassage social, un outil d'accompagnement, un établissement culturel et un espace d'information et de débat .

La Bibliothèque et les autres services culturels et d'enseignement du territoire (bibliothèques municipales, universitaires, Éducation nationale…) organisent leur action de manière complémentaire, au service de l'ensemble des habitants des communes de l'agglomération rennaise. La Bibliothèque doit tenir compte des orientations scientifiques de Rennes Métropole dans les missions et les services qu'elle propose. Ainsi, son installation au sein des Champs Libres, avec le musée de Bretagne et l'Espace des sciences, est l'occasion de toucher un public diversifié. Selon une enquête réalisée par le Bureau des temps de la Ville de Rennes en 2010[réf. nécessaire], la Bibliothèque constitue à la fois une bibliothèque d'étude (pour un tiers de ceux qui la fréquentent), une bibliothèque de proximité (pour les habitants des quartiers proches des Champs Libres) et une bibliothèque de complément pour les personnes fréquentant une autre bibliothèque.
Afin de remplir son objectif de fidélisation et d'élargissement de ses publics, la Bibliothèque a adopté une politique tarifaire incitative adaptée au niveau de vie de chacun. Bien qu'en dessous des 50 heures d'ouverture hebdomadaire préconisées par le gouvernement, la Bibliothèque est ouverte 40 heures par semaine et propose, en dehors de ses horaires d'ouverture, des plages aménagées pour organiser des visites de groupes ou des évènements culturels.

La Bibliothèque s'est dotée, en 2010, d'un Conseil scientifique et culturel. Ce conseil comprend l'équipe de direction des Champs Libres et de la Bibliothèque, ainsi que plusieurs acteurs du milieu culturel, éducatif et socio-économique aussi bien au niveau régional que national. Ce conseil est cité en tant qu'exemple à suivre dans le rapport 2011 de l'inspection générale des bibliothèques, commandé par le ministère de la Culture et de la Communication.
- Représentants d'institutions professionnelles nationales
  - Jacqueline Sanson, directrice de la Bibliothèque nationale de France (BnF)
  - Emmanuel Aziza, directeur par intérim de la Bibliothèque publique d'information (BPI)
  - Anne-Marie Bertrand, directrice de l'École nationale supérieure des sciences de l’information et des bibliothèques (Enssib)
  - Benoît Lecoq, Inspection générale des bibliothèques

- Des acteurs de l’interprofession et de la coopération sur l’agglomération de Rennes Métropole et en région 
  - Christian Ryo, directeur de l’Établissement public de coopération culturelle Livre et lecture en Bretagne
  - Nathalie Lheureux, directrice de la médiathèque de Bruz
  - Emmanuel Mourlet, directeur du 4bis, Centre Régional d'information jeunesse

- Des spécialistes
  - David S. Khara, écrivain
  - Hugues Aubin chargé des nouvelles technologies à la Ville de Rennes
  - Georges Provost, professeur de l’Université Rennes 2
  - Georges Guitton, journaliste
  - Hervé Prigent, délégué régional du Centre de liaison entre l’Éducation nationale et les moyens d’information (CLEMI)

- Représentants des publics
  - Hélène Grimbelle, Sabine Baudont, Ligue de l'enseignement d’Ille-et-Vilaine
  - Anne Saglio, vice-présidente du Conseil économique et social de la Région Bretagne, membre du mouvement ATD-Quart monde.
  - Amélie Trappler, directrice de l’Association rennaise des Centres sociaux.
  - Typhaine Garnier, étudiante à l’Université Rennes 2

Au sein des Champs Libres, la Bibliothèque contribue avec le musée de Bretagne et l'Espace des sciences à la mise en œuvre du projet culturel de l'établissement.

### Les bibliothèques de quartier
Les bibliothèques de la ville de Rennes sont réparties en onze bibliothèques de quartier, ainsi que deux espaces lecture. La direction des bibliothèques de la ville et de la bibliothèque de Rennes Métropole est commune.
Une bibliothèque centrale, située sur le site de la Borderie et couplée avec la bibliothèque universitaire de Rennes 1, a également été fondée en 1960, avant de se transformer en la bibliothèque de Rennes Métropole. Il existait également des annexes de la bibliothèque, Arc-en-Ciel (de 1966 à ?[réf. souhaitée], située dans le quartier Champs-Manceaux) et Colombia (de 1985 à ?[réf. souhaitée], située dans le centre commercial Colombia, place du Colombier).
Sur le site administratif, situé rue de Lorient, se trouve également la bibliothèque du service médiation et action éducative (SMAE) qui n'est pas ouverte au public mais conserve des documents qui peuvent être prêtés à d'autres structures (écoles, hôpitaux, prison).
Champs-Manceaux
Si la présence d'une annexe de la bibliothèque municipale dans le quartier Champs-Manceaux date de 1967, la bibliothèque actuelle, située dans le centre social Aimé Césaire, a été inaugurée en [Quand ?] (48° 05′ 31″ N, 1° 40′ 54″ O). Elle est informatisée en 1993.
Villejean
La bibliothèque Villejean, d'une superficie de 220 m2, a été fondée en 1972. Ce dépôt de la bibliothèque était installé dans les locaux du centre social et géré par des bénévoles. En 1970, un bâtiment consacré à la bibliothèque est construit rue du Nivernais, et déplacée en 1972 dans la mairie de quartier de Villejean (48° 07′ 15″ N, 1° 42′ 39″ O).
Maurepas
La bibliothèque Maurepas, d'une superficie de 450 m2, a été fondée en 1982. Intégrée à la maison de quartier, au premier étage, elle a remplacé l'ancien foyer des jeunes travailleurs (48° 07′ 36″ N, 1° 39′ 45″ O).
Bourg-L'Évesque
La bibliothèque Bourg-L'Évesque, d'une superficie de 140 m2, a été fondée en 1982. Initialement implantée rue Georges Cadoudal et principalement destinée au public jeunesse, elle se situe aujourd'hui à l'angle de la rue de Brest et du boulevard de Verdun, jouxtant le foyer des jeunes travailleurs (48° 06′ 47″ N, 1° 41′ 35″ O).
Triangle
La bibliothèque Triangle, d'une superficie de 920 m2, a été fondée en 1985, en même temps que le centre culturel Triangle dans lequel elle est incluse (48° 05′ 20″ N, 1° 39′ 35″ O).
C'est la plus grande des bibliothèques de quartier de Rennes en superficie et volume de documents. Elle a été également la première médiathèque, c'est-à-dire proposant des contenus audio et vidéo, et reste aujourd'hui la bibliothèque de quartier la plus fournie en CD.
Longs champs
La bibliothèque Longs champs, d'une superficie de 360 m2, a été fondée en 1986. Elle est située au sein d'un EPI avec les écoles primaire et maternelle, la crèche et le centre de loisirs (48° 07′ 41″ N, 1° 38′ 08″ O).
Clôteaux-Bréquigny
La bibliothèque Bréquigny, d'une superficie de 415 m2, a été fondée en 1986. Elle se situe près du lycée et du complexe sportif du quartier (48° 04′ 58″ N, 1° 41′ 30″ O).
Cleunay
La bibliothèque Cleunay a été fondée en 1991, et intégrée à la réfection de la maison de quartier l'Antipode (48° 06′ 02″ N, 1° 42′ 33″ O).
Landry
La bibliothèque Landry, d'une superficie de 360 m2, a été construite en 1991. Conçue par l'architecte François Paumier, elle est associée au collège du Landry (48° 05′ 58″ N, 1° 38′ 55″ O).
La Bellangerais
La bibliothèque La Bellangerais, d'une superficie de 360 m2, a été fondée en 1999. Elle est intégrée à la maison de quartier de la Bellangerais (48° 08′ 07″ N, 1° 40′ 05″ O).
Thabor-Lucien-Rose
La bibliothèque Lucien-Rose est située au sud du parc du Thabor, square Lucien Rose. Implantée à l'emplacement des anciennes serres, sur une entrée du parc, elle a ouvert ses portes le 25 août 2009 (48° 06′ 49″ N, 1° 39′ 59″ O). Réalisée par le cabinet d’architectes Atelier du Pont, elle est implantée en forme d'escalier à demi-enterré sur la pente d'accès au parc, dans un ensemble de logements sociaux. Elle se déploie sur deux niveaux, un espace de projections occupant le premier niveau, le second étant consacré aux rayonnages, à la petite enfance et aux bureaux du personnel.

### Anciennes bibliothèques
Plusieurs bibliothèques ont disparu ou ont été remplacées par des "espaces-lecture".
Bibliothèque Colombia
Créée en 1985 comme composante du centre commercial Colombia, voisine de l'Espace des sciences, la bibliothèque Colombia était spécialisée dans les sciences, a fermé avec l'ouverture des Champs libres en 2006. Ses collections ont constitué la base des collections du troisième étage de la Bibliothèque des Champs Libres.
Espace-lecture Saint-Martin
Il s'agit de l'ancienne bibliothèque Nord Saint-Martin, d'une superficie de 320 m2, construite en 1984 dans les locaux de la maison de quartier Saint-Martin. En 2010, elle est transformée en espace-lecture (48° 07′ 23″ N, 1° 41′ 09″ O) .
Espace-lecture Carrefour 18
Il s'agit de l'ancienne bibliothèque de Carrefour 18. D'une superficie de 260 m2, fondée en 1977, cette bibliothèque était la première de Rennes à être insérée au sein d'un dispositif social, le centre social Carrefour 18 (48° 05′ 12″ N, 1° 40′ 21″ O). En 2010, la bibliothèque a été transformée en espace-lecture.

## Collections numériques
La Bibliothèque des Champs Libres et les bibliothèques de quartier proposent conjointement une offre d'emprunt de livres numériques, via le fournisseur Numilog.com. En 2013, ce fonds comporte 560 documents[réf. souhaitée].
La bibliothèque des Champs Libres propose depuis juillet 2013 un site web où sont placés les numérisations en haute définition d'une partie de son fonds ancien tombé dans le domaine public, en libre téléchargement : les Tablettes Rennaises. Des ouvrages rares, précieux et anciens de la Bibliothèque y sont présents comprenant des bibles, des livres d'heures, des ouvrages religieux, de la littérature, des recueils encyclopédiques, des armoriaux, des calendriers et des documents juridiques. On y retrouve notamment :  
- Recueil de romans de la Table ronde, XIVe siècle
- Livre d'heures de Catherine de Rohan et de Françoise de Dinan, XVe siècle
- La Légende dorée, XIVe siècle
- Le Roman de la Rose, XIVe siècle
- Planches extraites de la Description historique, topographique et naturelle de l'ancienne Armorique par Christophe-Paul de Robien, XVIIIe siècle
- Histoire ancienne jusqu'à César, XVe siècle
- Recueil des armoiries de plusieurs seigneurs et noblesses de Bretagne, XVIIe siècle
- Cartulaire de Saint-Melaine de Rennes, XIVe siècle
- Almanach des Postes et des Télégraphes, registre de 1924, Imprimerie Oberthür, XXe siècle

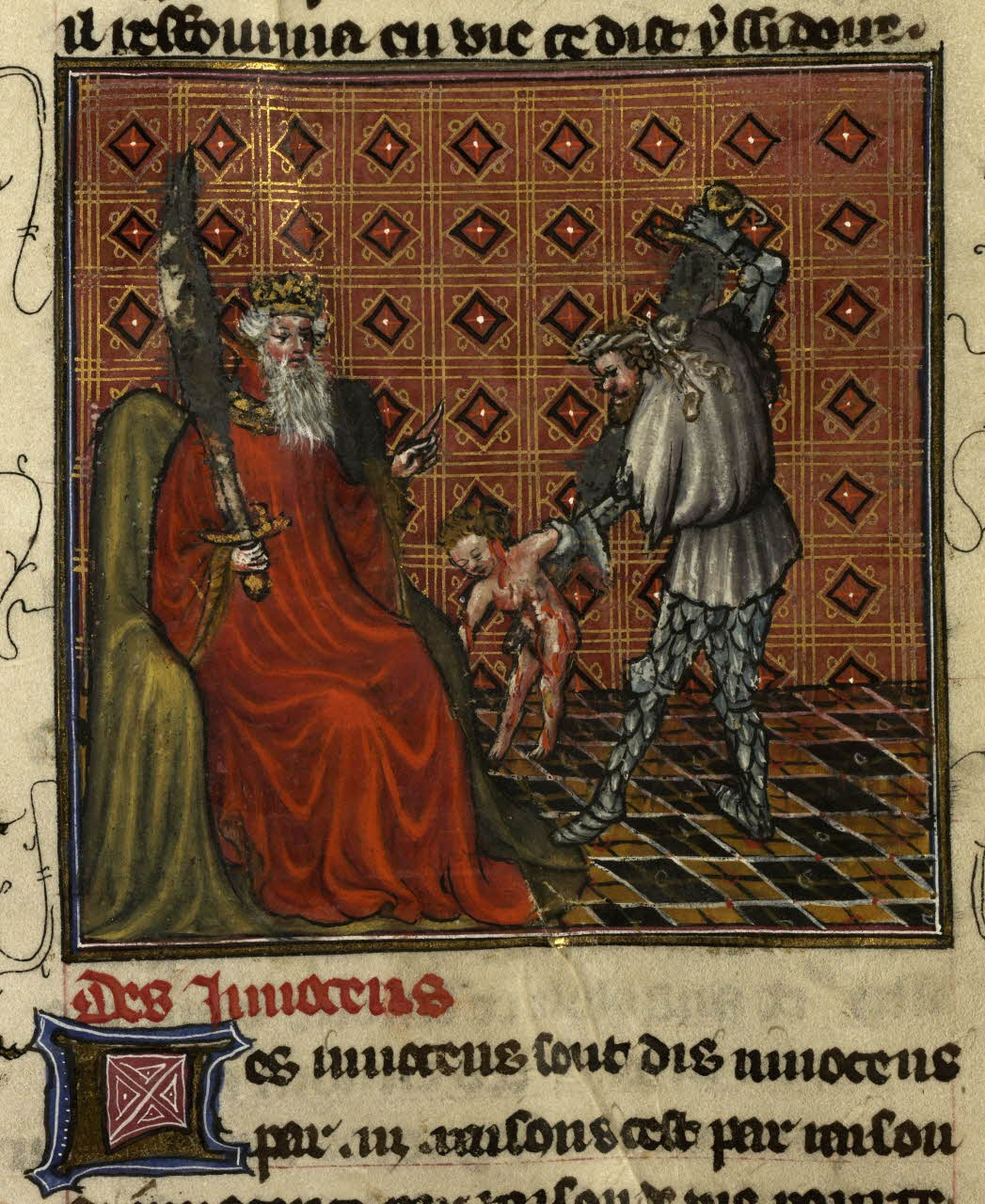
Extrait de la Légende dorée
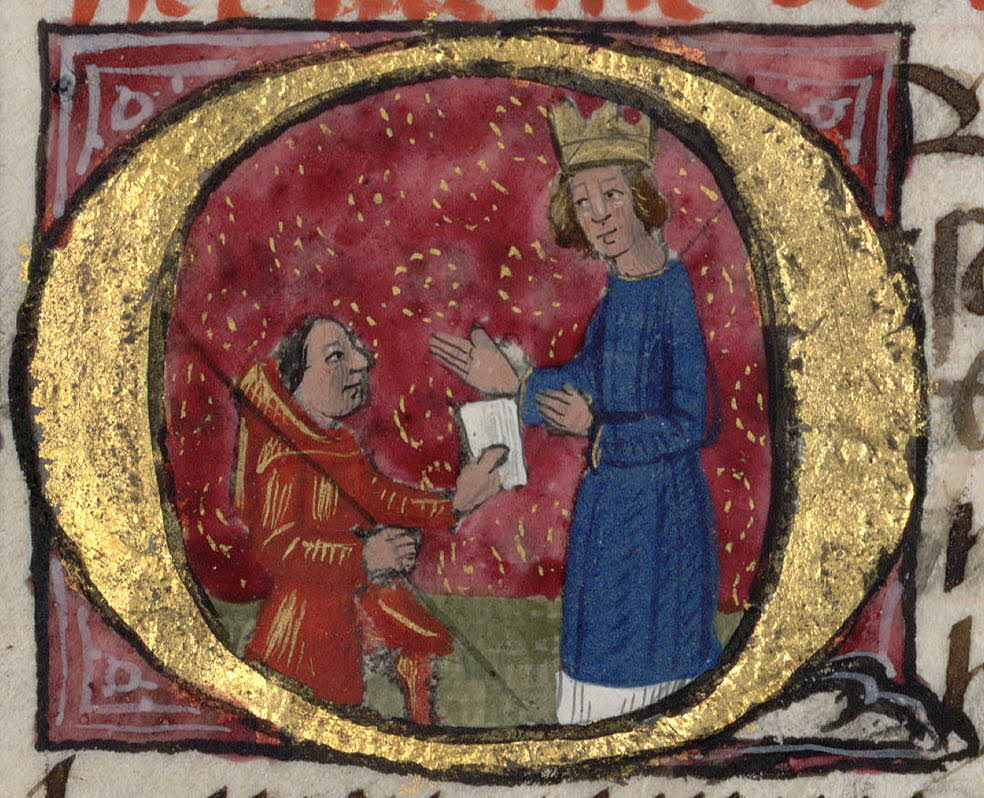
Extrait de l'Histoire ancienne jusqu'à César
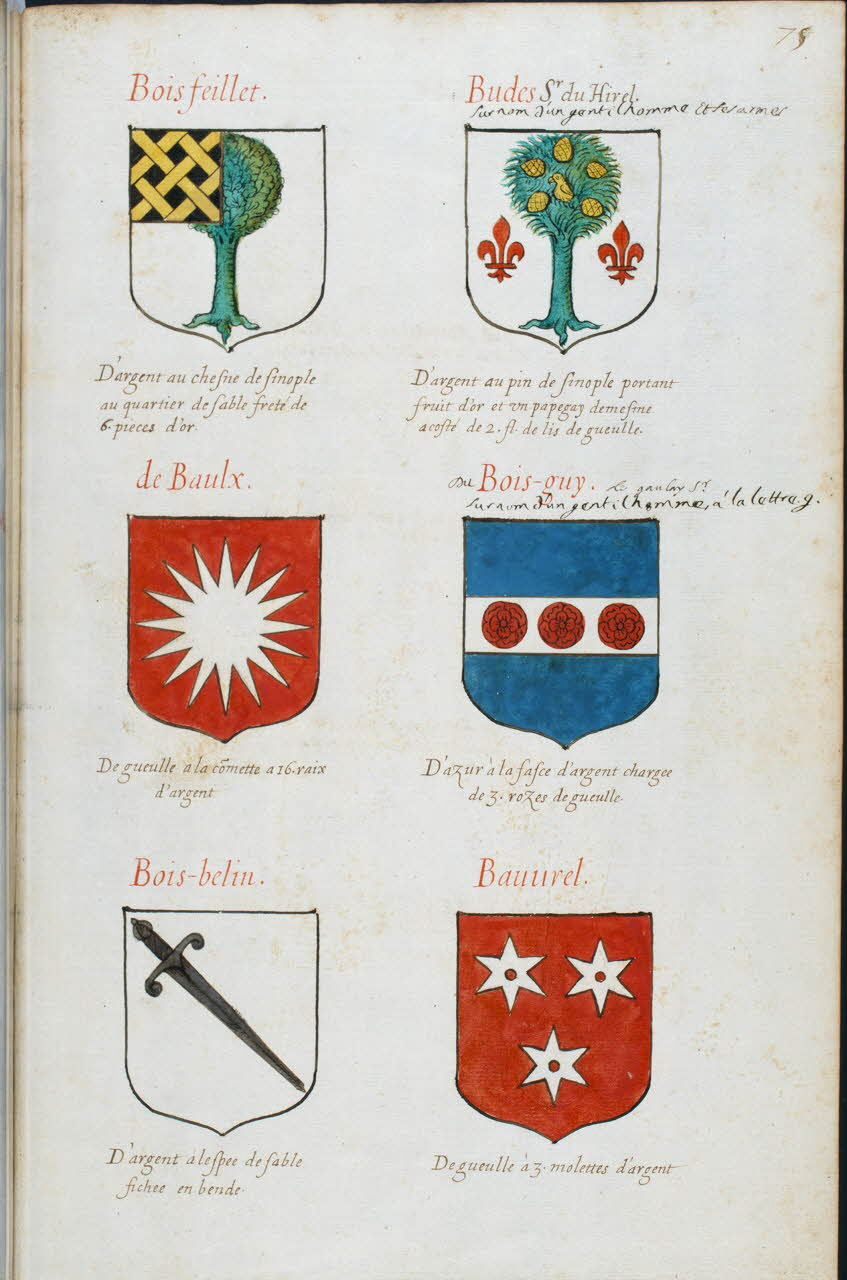
Extrait du recueil des armoiries de plusieurs seigneurs et noblesses de Bretagne

## Listes d'expositions
Bibliothèque municipale de Rennes 
- Gabriel : XVIIIe siècle, Bretagne. Décembre 1982-janvier 1983
- 500 ans d’imprimerie en Bretagne, 1484-1985. Janvier-février 1985  (ISBN 2-906-039-00-4)
- Le romantisme breton : collection Henri Pollès. Juin-août 1986  (ISBN 2-906039-02-0)
- Jean Larcher calligraphe. Octobre 1986  (ISBN 2-906-039-01-2)
- Paul Féval, 1816-1887. Septembre-octobre 1987  (ISBN 2-906039-03-9)
- Lully dans les collections bretonnes. 1987  (ISBN 2-906039-04-7)
- Reliures de la donation Henri Pollès. 1988  (ISBN 2-906039-06-3)
- Graham Day : Marbrures intégrales. 1990  (ISBN 2-906039-10-1)
- La femme 1900 dans les collections Henri Pollès. 1990  (ISBN 2-906039-14-4) [95]
- L'itinéraire de Kenneth White. 1990  (ISBN 2-906039-13-6)
- Papiers marbrés de reliure XVIIe – XIXe siècles. 1990  (ISBN 2-906039-11-X)
- Sciences & éducation à Rennes à l'époque révolutionnaire. En collaboration avec l'Institut de recherche sur l'enseignement des mathématiques de Rennes. Juin 1990  (ISBN 2-906039-12-8)
- Un livre, une reliure : Atelier Marion Blin. 1991  (ISBN 2-906039-19-5)
- Livres d'enfance : collection Henri Pollès. Janvier-février 1992  (ISBN 2-906039-23-3)[96]
- François-René de Chateaubriand : une passion d'Henri Pollès. Juin-septembre 1998  (ISBN 2-906039-36-5)
- La comtesse de Ségur et ses illustrateurs. Septembre-octobre 1999  (ISBN 2-906039-39-X)
- Les écrivains du siècle, lettres et dédicaces à Henri Pollès. 2000  (ISBN 2-906039-42-X)
- Arthur de La Borderie, 1827-1901. Octobre-décembre 2001  (ISBN 2-906039-43-8)

Bibliothèque de Rennes Métropole 
- Henri Pollès ou une vie de curiosité. Septembre-octobre 1996  (ISBN 2-906039-32-2)
- Ce que les images ignorent : livre d'artiste de Thierry Le Saëc, 1985 - 2009. Mars-mai 2006  (ISBN 2-916168-01-X)
- La donation André Grall. Juin-août 2006  (ISBN 2-916168-00-1)
- Les 150 de la Bibliothèque rose. 15 décembre 2006-31 mars 2007  (ISBN 2-916168-02-8)
- Bretagne, paysage[97]. Janvier-février 2008  (ISBN 978-2-916168-05-0)
- Guillevic avec les autres, 1907-1997. Mars-avril 2008  (ISBN 978-2-916168-07-4)
- Le Roi Arthur, une légende en devenir. 15 juillet 2008 - 4 janvier 2009  (ISBN 978-2-7572-0215-9)
- Images d'Alice, au pays des merveilles[98]. 25 octobre 2011-11 mars 2012

## Listes des directeurs
Bibliothécaires de l'Ordre des avocats
- Joseph Arot et Gerbier, avril 1734 [99]
- Laceron le cadet et Nicou, mai 1734 [100]
- Logeois et Pépin de Martigné, juin 1734 [100]
- De juillet 1734 à 1739, inconnus
- François Racois, 1739-1775 [101]
- Thibault Jean Le Poitevin de La Planche, 1775-1787 [102]
- Leclerc des Aulnais, 1789-1790 [103]
- Yves-Claude Jourdain, 1790-1794 [104]

Bibliothécaires de la ville de Rennes
- Félix Mainguy, 1796-1818[105]
- Félix Bodin, 1818-1823[105]
- Félix Joseph Marie Vatar, 1823-1824
- Daniel Miocec de Kerdanet, 1824-1827
- Dominique Maillet, 1827-1848 [106]
- Hippolyte Vatar, 1848-1855 [106]
- Émile de La Bigne de Villeneuve, 1855-1878
- Alphonse Vétault, 1878-1898 [107]
- Joseph Le Hir, 1898-2 mars 1922[106]

Bibliothécaires de l'université, responsables de la bibliothèque municipale
- Pierre Lefeuvre, 1923-1933
- J. Guinard, 1934-1937
- Jean Malo-Renault, 1937-1954
- Jean Sansen, 1954-1958

Bibliothécaires de la ville de Rennes, adjoints aux bibliothécaires de l'université
- Louis Conduché, 1922-1936
- Yvonne Labbé, 1936-1946
- Madeleine Lambert, 1946-1977

Conservateurs de la bibliothèque municipale de Rennes puis également de la bibliothèque de Rennes Métropole
- Louis Rousseau, 1958-1981
- Marie-Thérèse Pouillias, 1981-2007
- Marine Bedel 2008 à aujourd'hui

## Autres bibliothèques
- Plusieurs bibliothèques universitaires se situent sur les campus de Rennes 1 et Rennes 2.
- la bibliothèque du musée de Bretagne.
- la bibliothèque du conservatoire de Rennes.
- La bibliothèque du musée des beaux-arts propose un fonds d'étude spécialisé en histoire de l'art et archéologie générale constitué de plus de 32 000 ouvrages[108].
- la bibliothèque de l'Écomusée du pays de Rennes
- L'Institut franco-américain de Rennes gère une bibliothèque de 10 000 ouvrages en langue anglaise.
- L'ADEC-Maison du Théâtre Amateur dispose d'une bibliothèque de 20 000 ouvrages spécialisés dans le théâtre.
- l'école nationale supérieure agronomique de Rennes (ENSAR) possède également une bibliothèque spécialisée.
- la bibliothèque diocésaine de Rennes compte 109 000 ouvrages[109].
- L'École des Beaux-Arts (EESAB).
- la bibliothèque des Dominicains.
- la bibliothèque du lycée Zola.